# 天晴邨

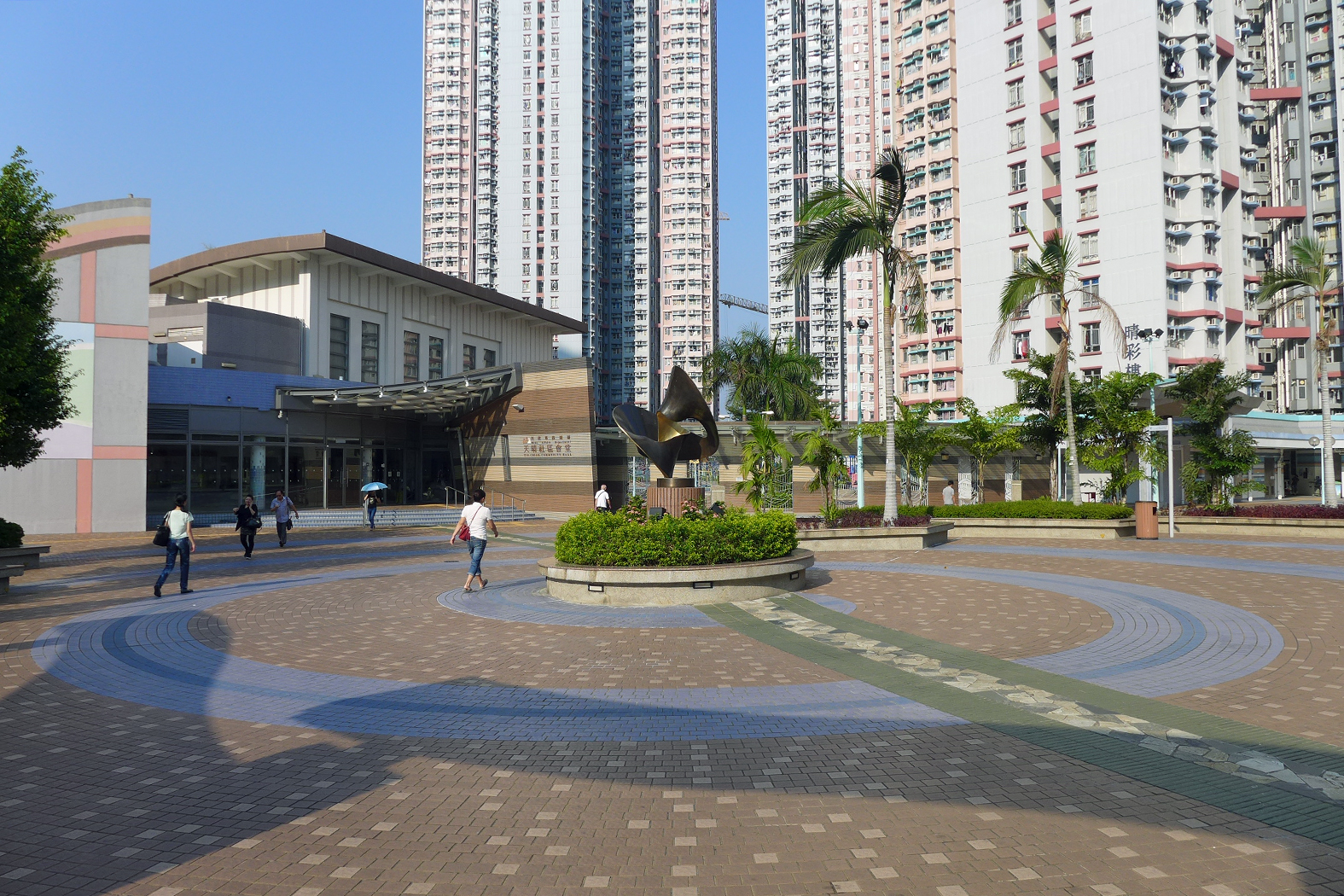
天晴邨入口廣場及天晴社區會堂

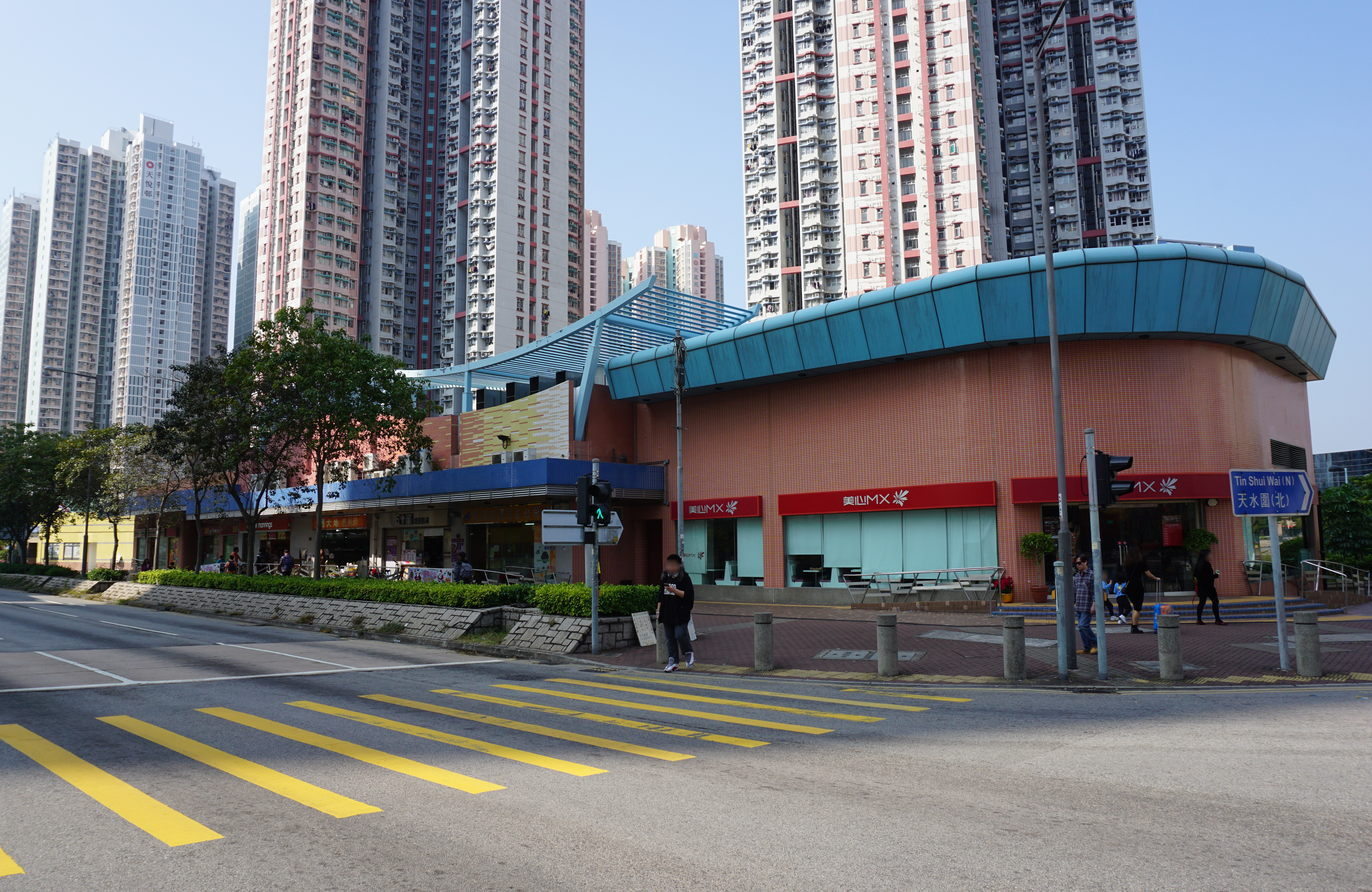
天晴商場

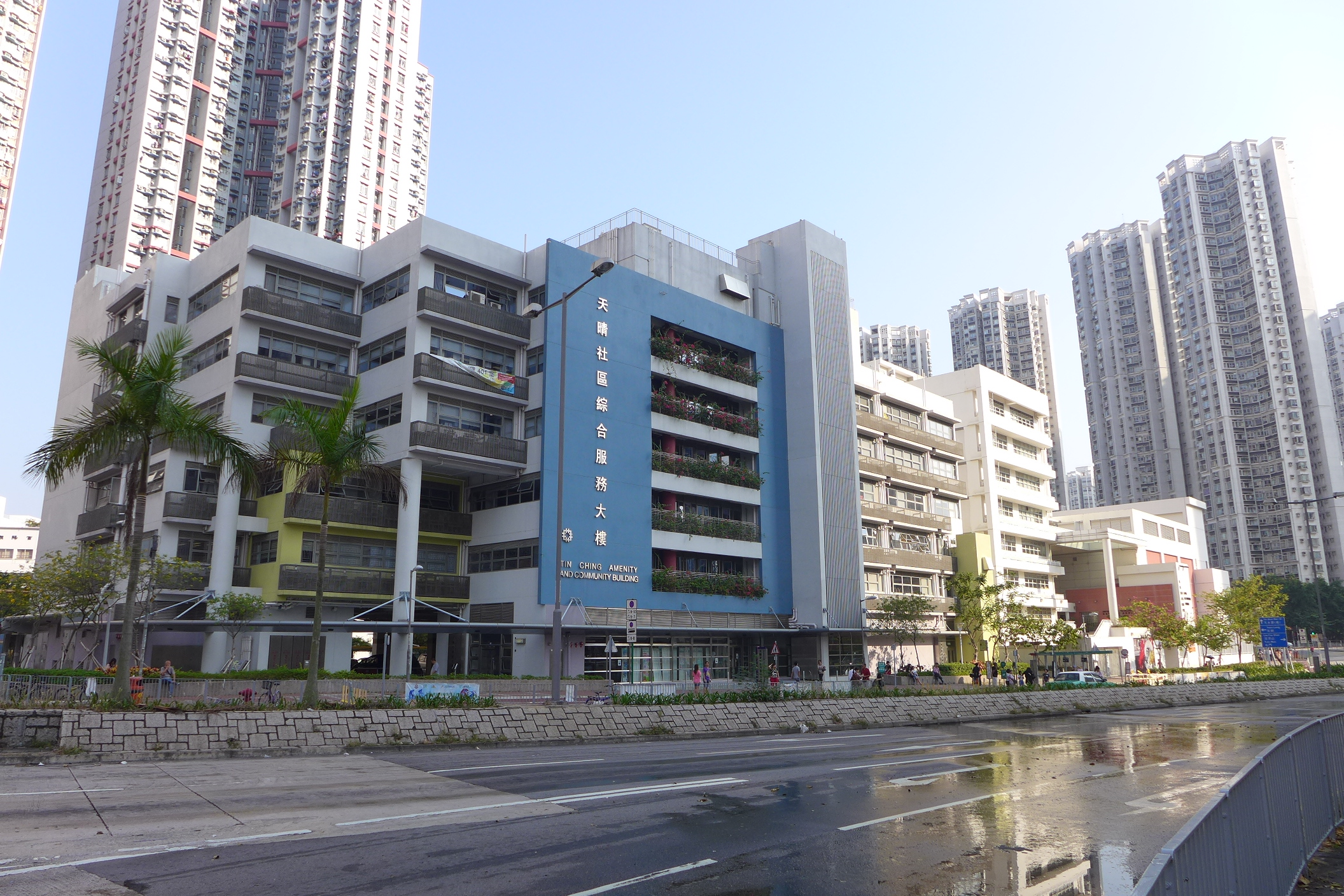
天晴社區綜合服務大樓

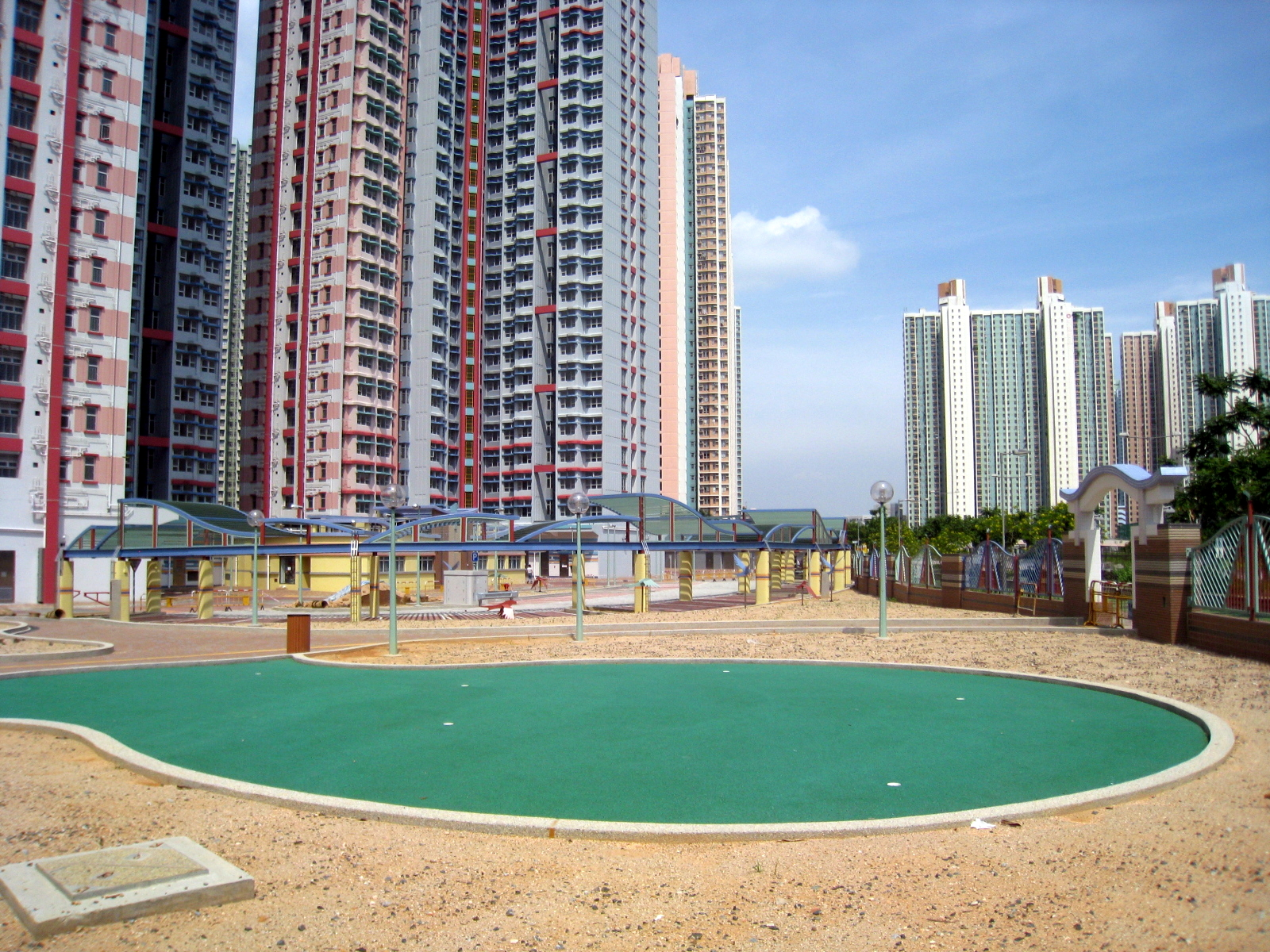
天晴邨第二期原設有六個球洞的高爾夫球場，最終設施啟用不足一年，球洞被填平。直至2013年年中，原用地改為健身設施

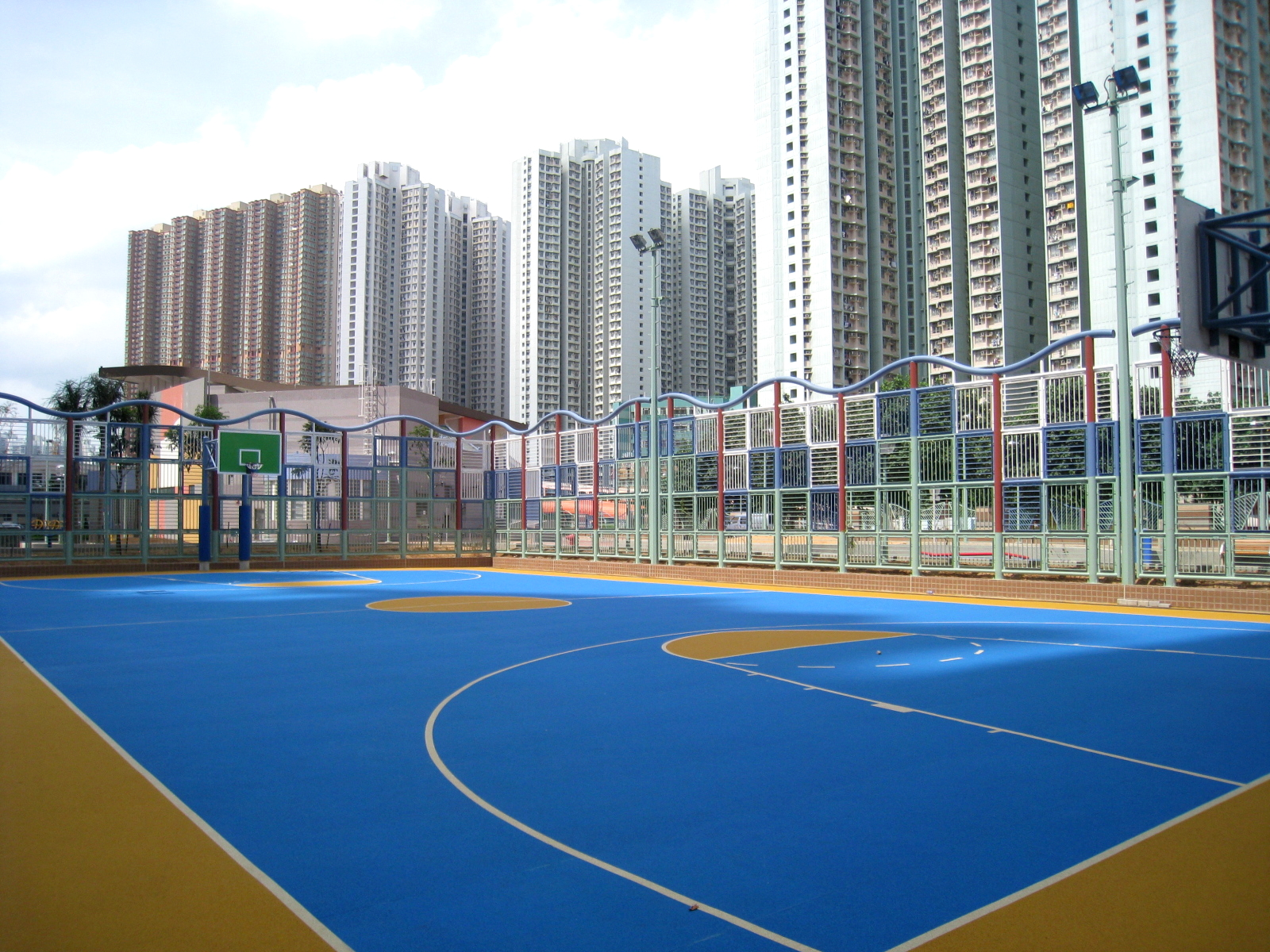
一期籃球場

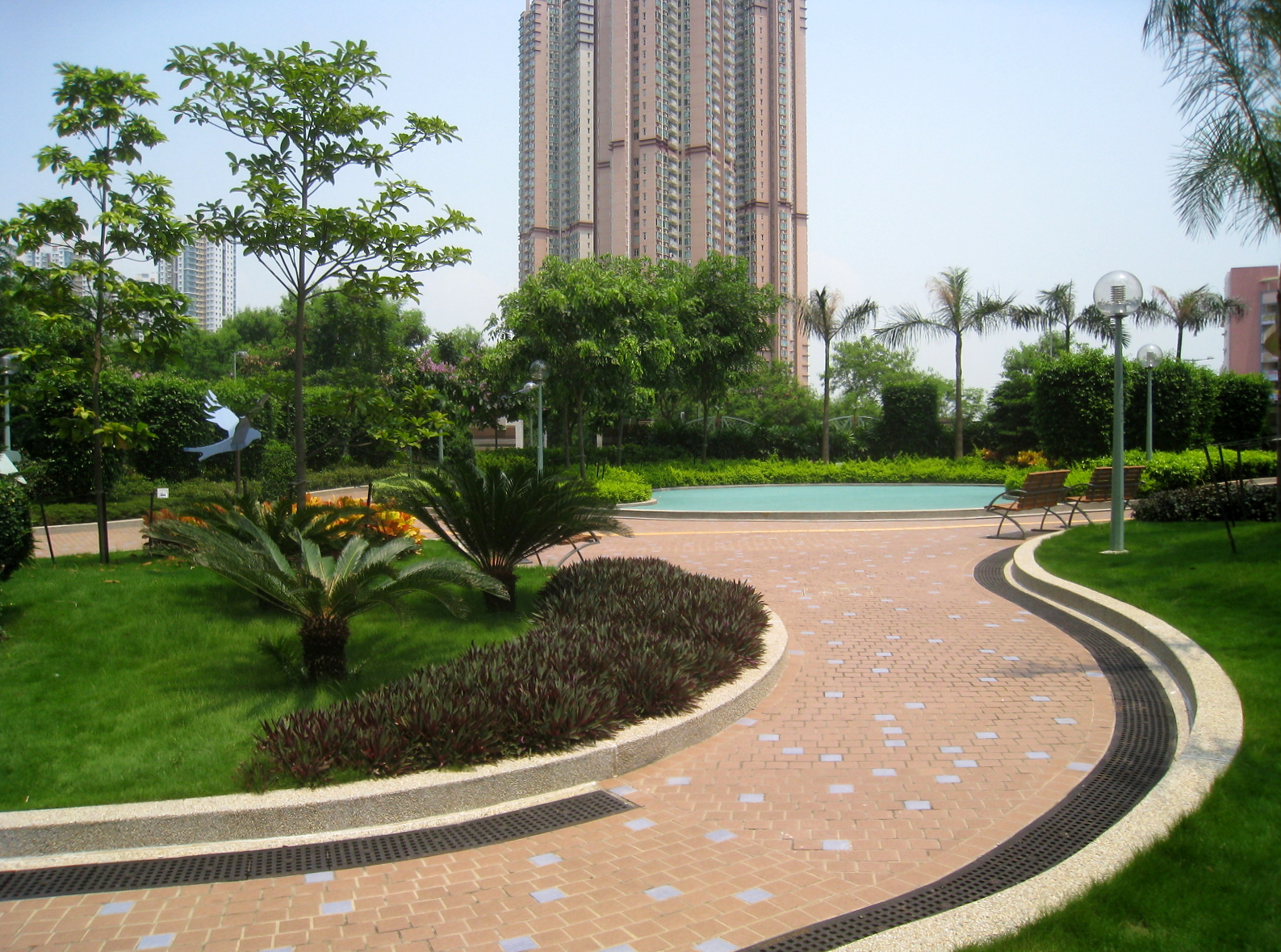
天晴邨第二期休憩空間（2009年）

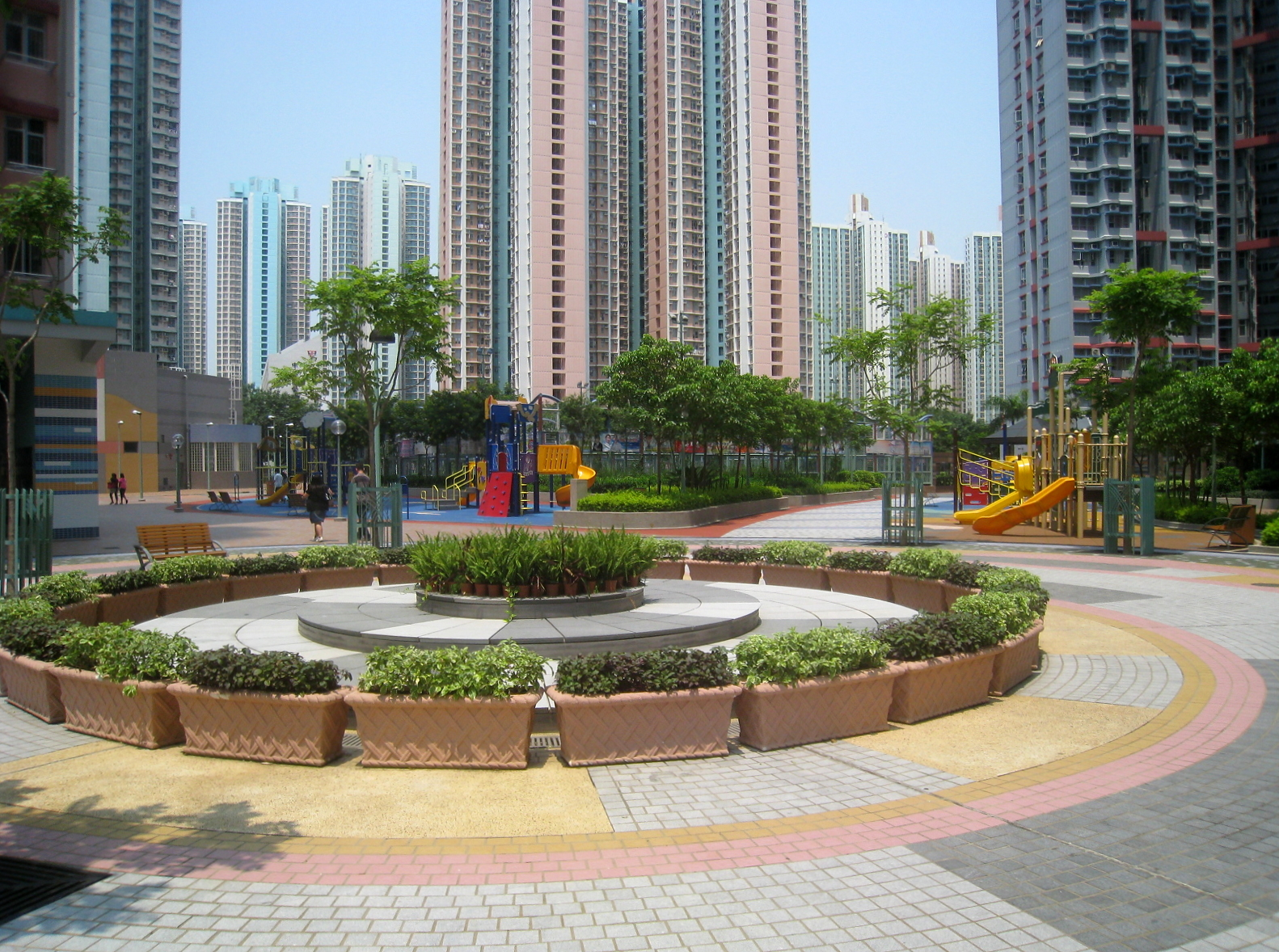
已停用的地面噴泉

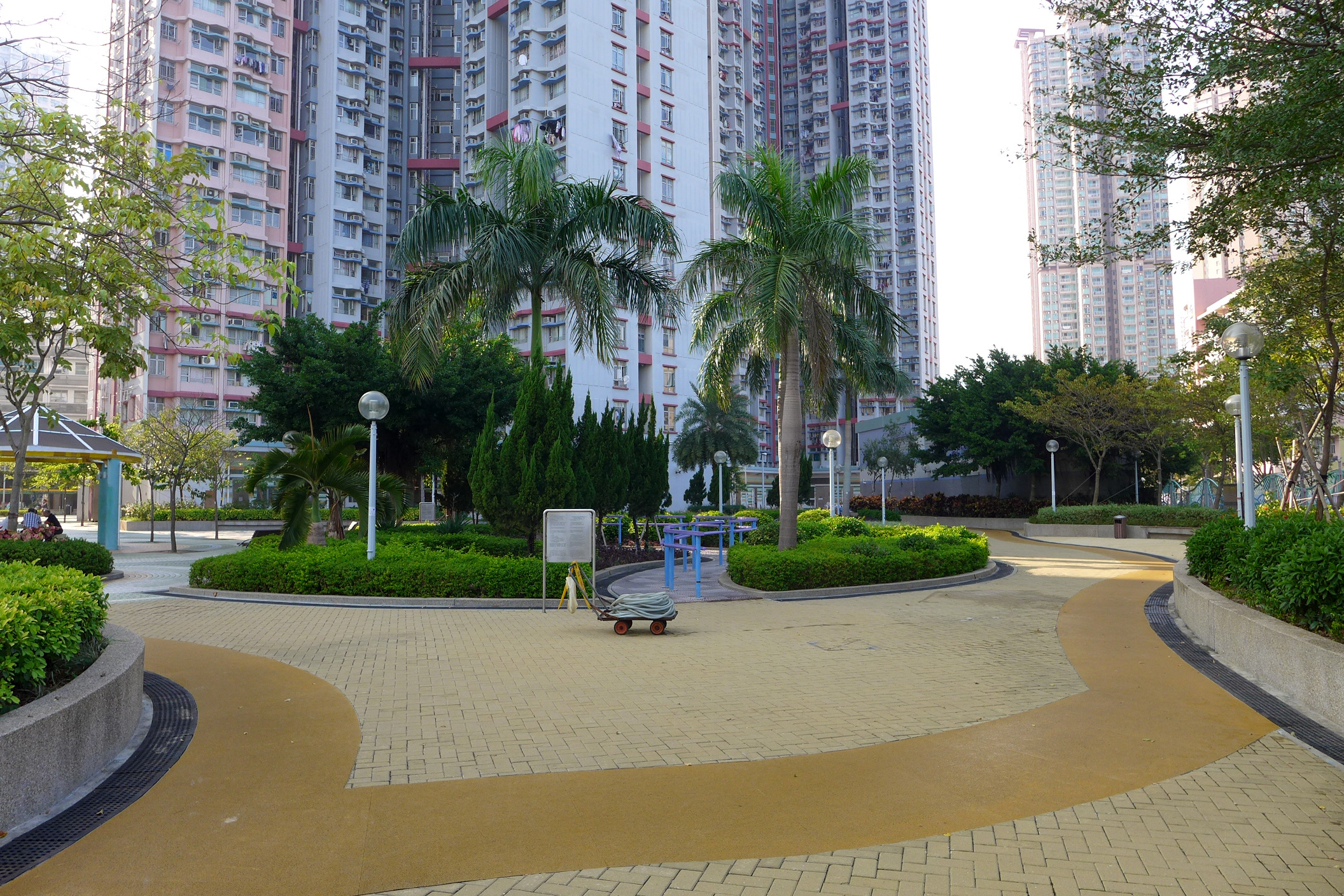
天晴邨第三期休憩空間，圖中央小徑為卵石路步行徑

天晴邨（英語：Tin Ching Estate）是香港的一個公共屋邨，位於元朗區天水圍新市鎮103區及104區，由香港房屋委員會負責屋邨租務管理，物業管理則外判予佳富物業管理有限公司負責。

## 歷史背景
天晴邨所在的天水圍103區及104區，乃港府1995年完成的天水圍北發展研究中獲規劃為夾屋及私人住宅用地，由於後期適逢亞洲金融風暴樓市下滑，政府遂於1999年決定將兩幅用地撥作興建公共租住房屋。當局於2003年就建邨計劃諮詢元朗區議會意見，並因應議員意見適當調低發展密度。
第一、二期於於2004年11月動工，2008年7月10日入伙；第三期則於2006年6月動工，2010年4月1日入伙。
值得留意的是第1、2座（晴彩樓、晴雲樓）是屬於第二期，第3、4座（晴碧樓、晴海樓）是屬於第一期。

## 屋邨資料

### 樓宇
| 樓宇名稱（座號） | 樓宇類型                  | 落成年份 | 層數 | 每層伙數 | 每座單位總數（伙） | 建築師              | 承建商       | 提供升降機的廠商 | 期數 |
| ---------------- | ------------------------- | -------- | ---- | -------- | ------------------ | ------------------- | ------------ | ---------------- | ---- |
| 服務設施大樓     | 服務設施大樓              | 2008年   | 2    | 不適用   | 不適用             | 房屋署總建築師（1） | 西松建設     | 通力             | 2    |
| 晴樓（第1座）    | 非標準設計大廈 （十字型） | 2008年   | 40   | 26       | 1040               | 房屋署總建築師（1） | 西松建設     | 通力             | 2    |
| 晴雲樓（第2座）  | 非標準設計大廈 （十字型） | 2008年   | 40   | 26       | 1040               | 房屋署總建築師（1） | 西松建設     | 通力             | 2    |
| 晴碧樓（第3座）  | 非標準設計大廈 （十字型） | 2008年   | 40   | 26       | 1040               | 房屋署總建築師（1） | 中國建築國際 | 星瑪             | 1    |
| 晴海樓（第4座）  | 非標準設計大廈 （十字型） | 2008年   | 40   | 26       | 1040               | 房屋署總建築師（1） | 中國建築國際 | 星瑪             | 1    |
| 晴滿樓（第5座）  | 非標準設計大廈 （十字型） | 2010年   | 40   | 20       | 800                | 房屋署總建築師（1） | 保華建業集團 | 蒂森克虜伯       | 3    |
| 晴喜樓（第6座）  | 非標準設計大廈 （十字型） | 2010年   | 37   | 24       | 888                | 房屋署總建築師（1） | 保華建業集團 | 蒂森克虜伯       | 3    |
| 晴悅樓（第7座）  | 非標準設計大廈 （十字型） | 2010年   | 34   | 20       | 680                | 房屋署總建築師（1） | 保華建業集團 | 蒂森克虜伯       | 3    |

晴滿樓、晴悅樓不設2-3人單位，每層8個原2-3人單位的位置，會改為四個2房單位。

### 設計
天晴邨由房屋署總建築師（1）負責設計，由於天晴邨鄰近濕地公園，故此不少細部設計也跟濕地公園有關，設計圍繞著抽象化了的雀鳥、植物、藍天的圖案，透過混凝土及油漆繪畫在各層電梯大堂牆壁之上，裝飾之餘又能跟周邊環境協調。各座樓宇翼尾頂部也設有抽象化的雀鳥裝飾飄棚，與早期裝設在每翼和諧一型大廈頂部（1995年之前）經抽象處理的鳥翼裝飾有異曲同工之妙；可惜被批評「施工困難、浪費建築成本及無實際作用」。

### 設施
由於天水圍北大部份屋邨缺乏戶外遊憩空間，地積比率較高，加上人口增長速度減慢，因此天晴邨採用較低地積比率興建，並且提供多項設施，包括多個兒童遊樂場、兩個籃球場、一個羽毛球場、石卵徑及健身設施，附近亦設有天晴商場。此外，屋邨也設有一條緩跑徑。
邨內原設迷你高爾夫球場及兩座地面跳躍噴泉，但有居民及區議員批評設施「浮誇和不切實際」，最終設施啟用不足一年，高爾夫球場的六個球洞被填平，一直被閒置，直至2013年年中，原用地改為健身設施。地面噴泉一直停用至今。
天晴邨內的天晴社區會堂，適合專業劇團作話劇等表演。
天晴邨內天晴社區綜合服務大樓，是房委會在天水圍區興建的第六幢大樓，大樓樓高六層，建築面積9,500平方米，在2010年底落成後有近20個服務單位，為區內各階層提供多元化的社會福利、社區健康、職業培訓及招聘服務，配合天水圍區居民的需要。

### 社區服務設施
- 香港中華基督教青年會天水圍天晴會所 （服務設施大樓1樓）
- 社會福利署北天水圍社會保障辦事處（服務設施大樓地下）
- 天水圍平安福音堂（服務設施大樓地下，平安福音堂幼稚園（天水圍）內）

天晴社區綜合服務大樓
- 新界社團聯會ERB服務中心
- 香港工會聯合會業餘進修中心
- 基督教聯合那打素社康服務賽馬會天水圍社區健康中心
- 香港基督教女青年會賽馬會天水圍家庭健康促進中心
- 香港女童軍總會新界西中心
- 天水圍居民服務協會基金會公司香港婦聯廖湯慧靄天晴綜合服務中心
- 香港婦聯長者日間護理中心
- 東華三院廖烈武伉儷兒童發展中心
- 博愛醫院香港旭日扶輪社家庭發展中心
- 保良局社企一點回味
- 基督教香港信義會天朗中心
- 東華三院姚連生紀念日間活動中心暨宿舍
- 香港遊樂協會瞌一Hub - 天水圍
- 博愛醫院陳平紀念長者鄰舍中心
- 佛教慈濟基金會香港分會天水圍服務處
- 香港小童群益會天水圍兒童學習及發展支援中心
- 東華三院姚連生紀念日間活動中心暨宿舍辦事處

### 商場
- 天晴商場採單層設計，於2008年10月正式開放，設有惠康超級市場、7-11便利店、萬寧、美心MX、錢大媽、50嵐、雜貨店、洗衣店。 （页面存档备份，存于）

## 教育設施

### 幼稚園
- 平安福音堂幼稚園（天水圍） （页面存档备份，存于） （2008年創辦）（服務設施大樓地下）

### 小學
- 潮陽百欣小學（1993年創辦）
- 基督教培恩小學（前身為香港學生輔助會小學）

### 中學
- 萬鈞伯裘書院（1954年創辦）
- 中華基督教會方潤華中學（1980年創辦）
- 伊利沙伯中學舊生會湯國華中學（2005年創辦）
- 香港青年協會李兆基書院（2006年創辦）

## 社區設施

###### 區議會區議員辦事處
- 譚德開議員，議員辦事處地址：天水圍天晴邨晴彩樓地下4號室
- 王曉山議員，議員辦事處地址：天水圍天晴邨晴滿樓地下2號室
- 趙秀嫻議員，議員辦事處地址：天水圍天晴邨晴雲樓地下6號室

## 鄰近屋苑

### 公共出租屋邨
- 天悅邨

### 居者有其屋屋苑
- 天頌苑
- 天富苑

### 私人屋苑
- 美湖居
- 麗湖居
- 景湖居
- 慧景軒
- Wetland Seasons Park

## 圖片集

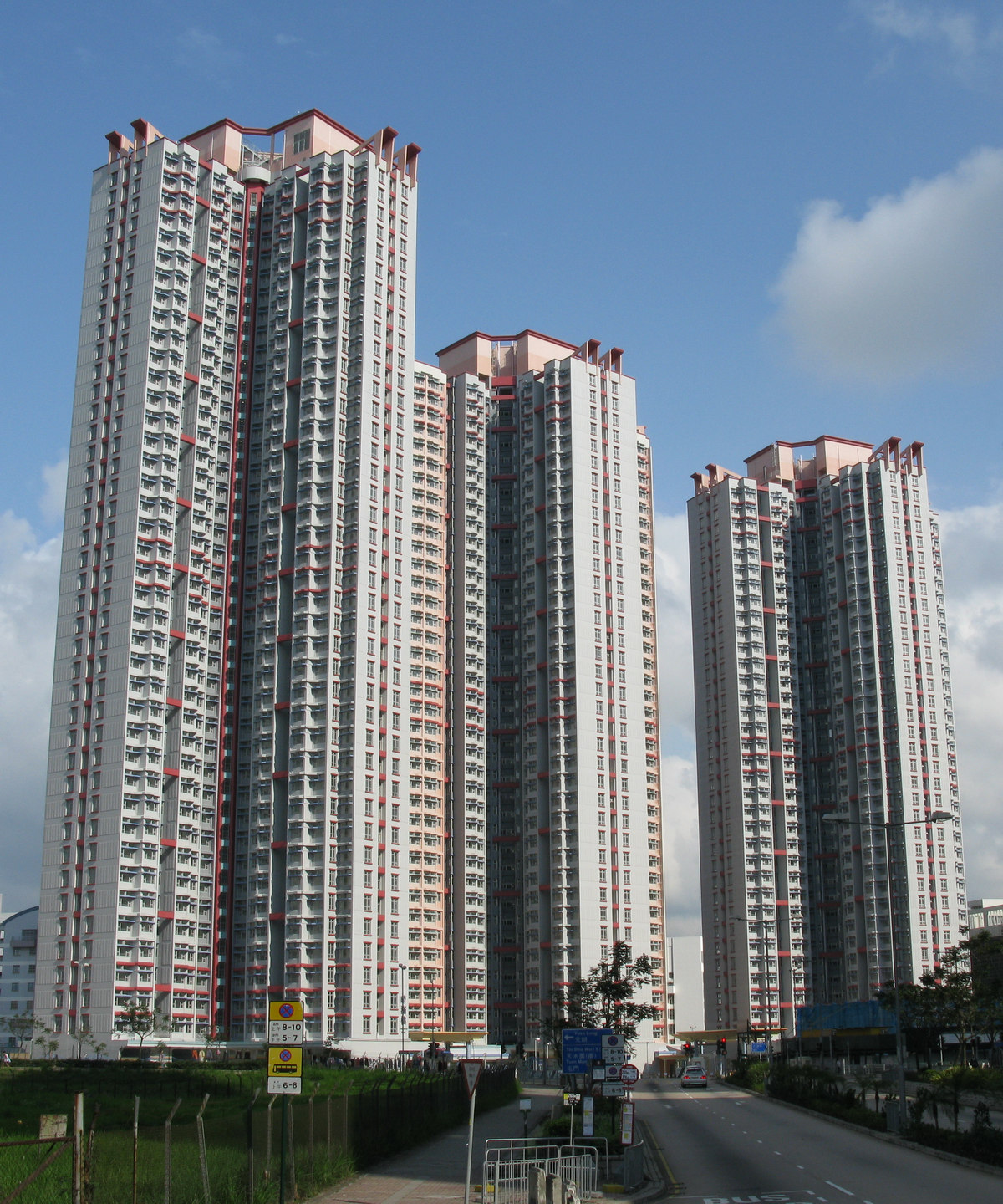
天晴邨第三期
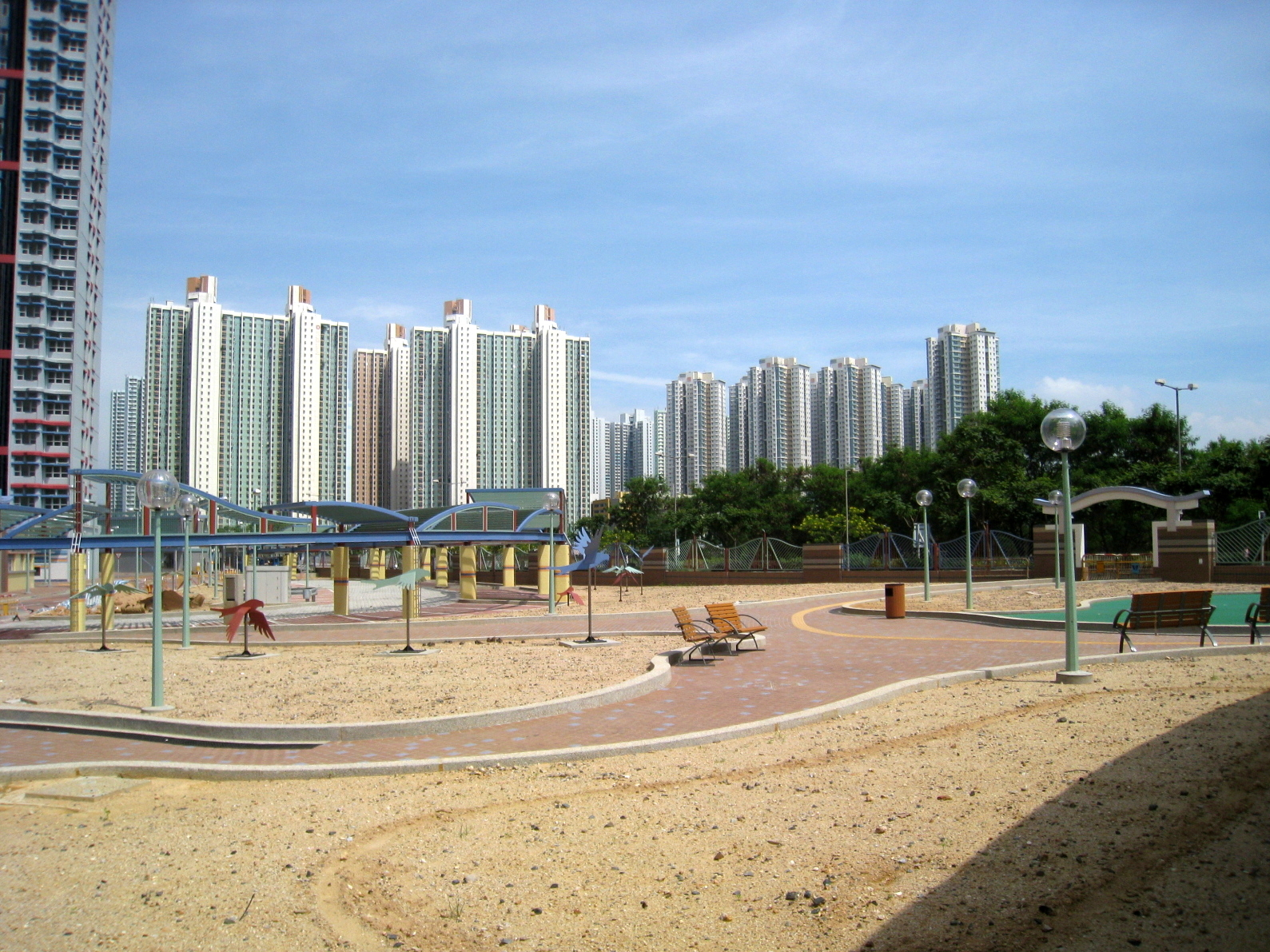
天晴邨第二期休憩空間（2008年）
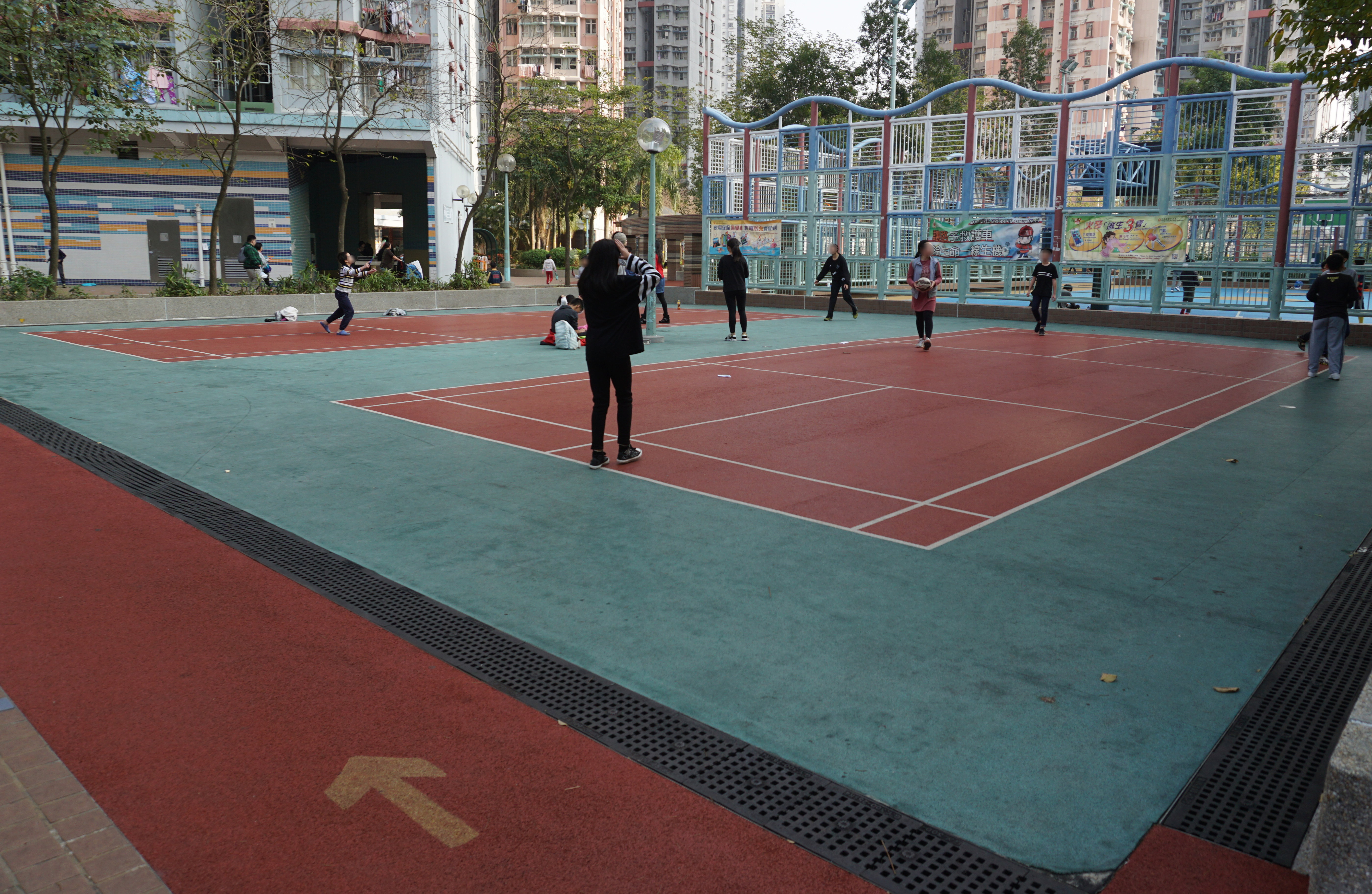
羽毛球場
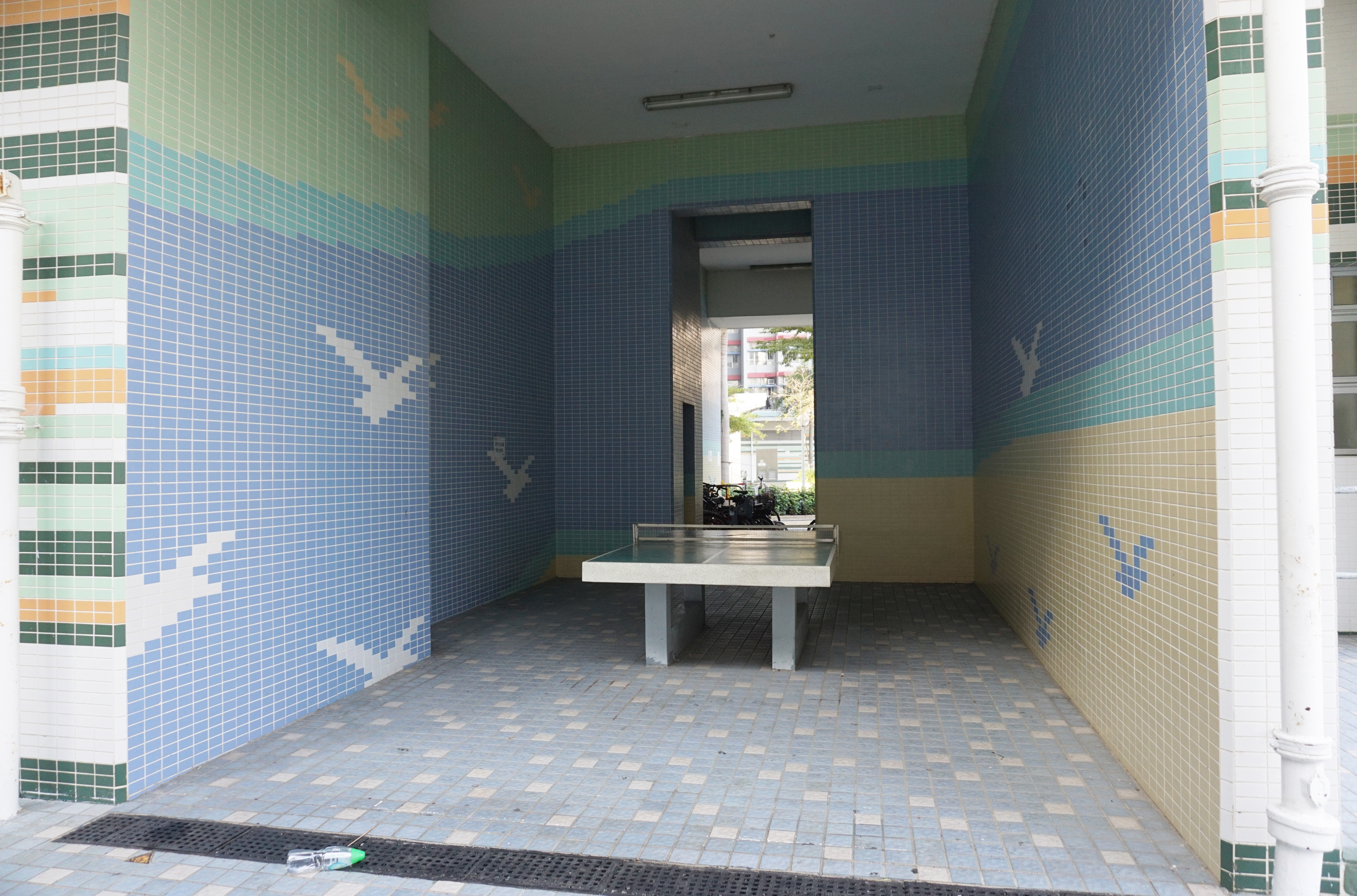
乒乓球枱
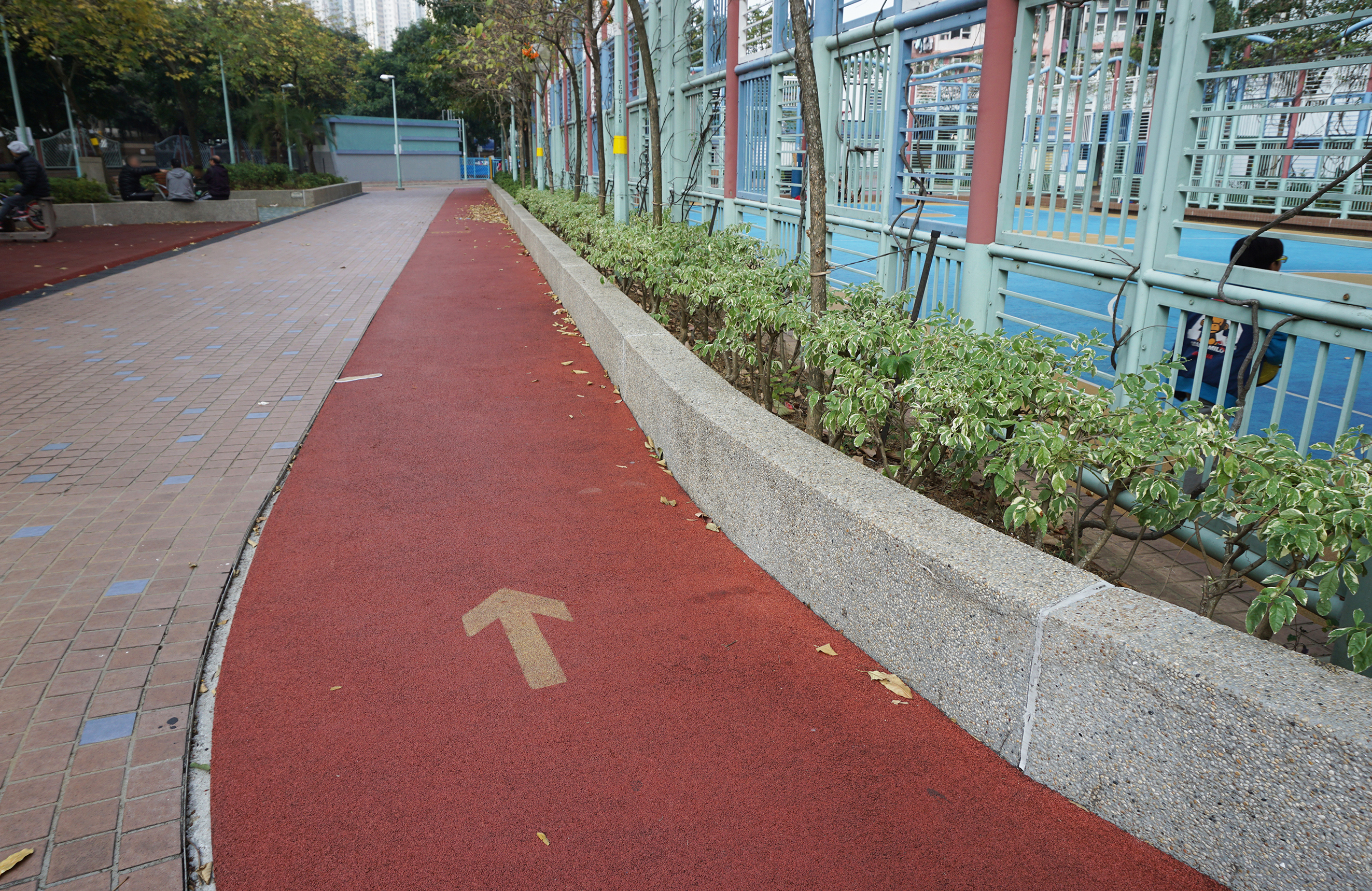
緩跑徑
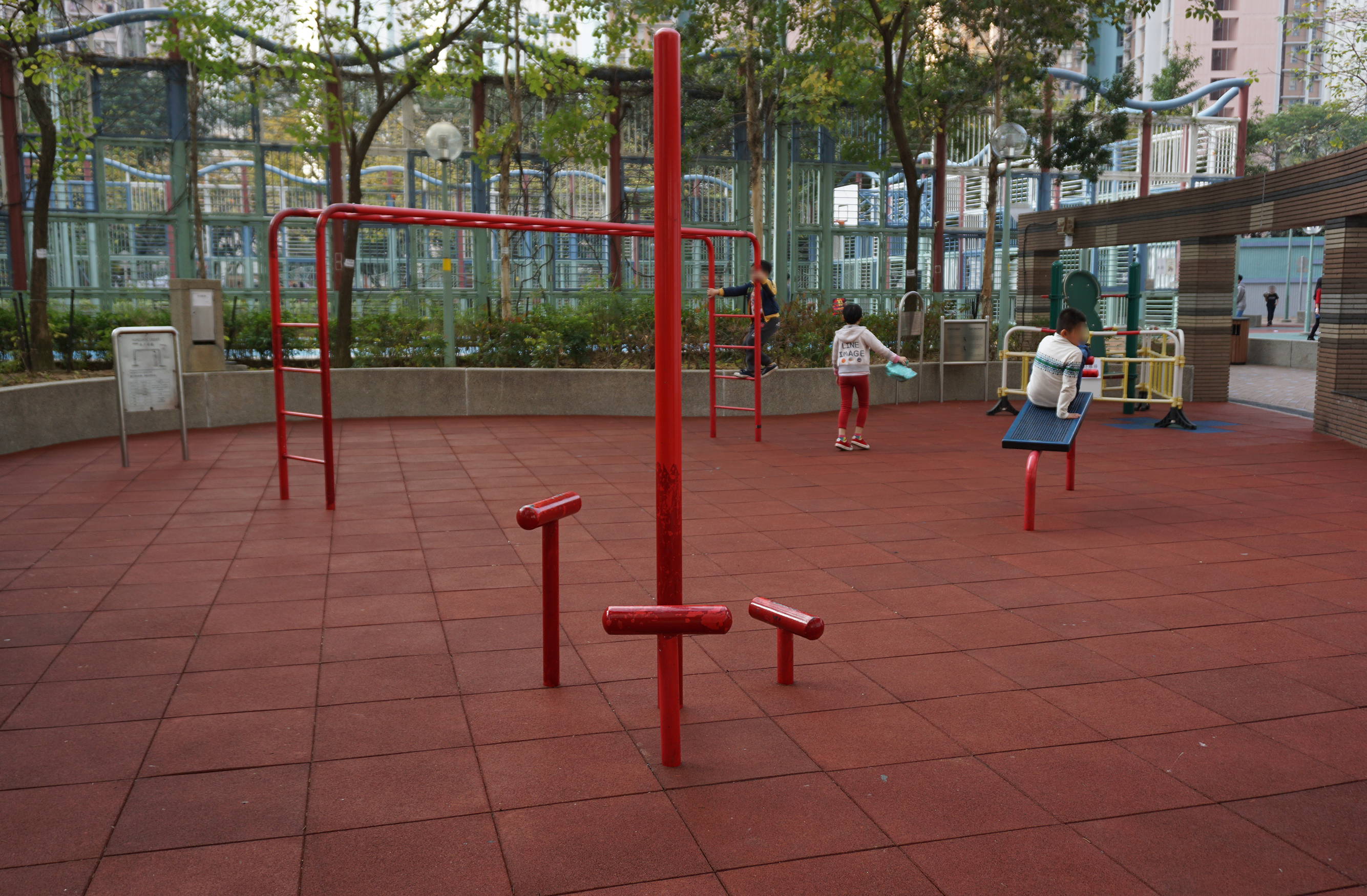
健體區
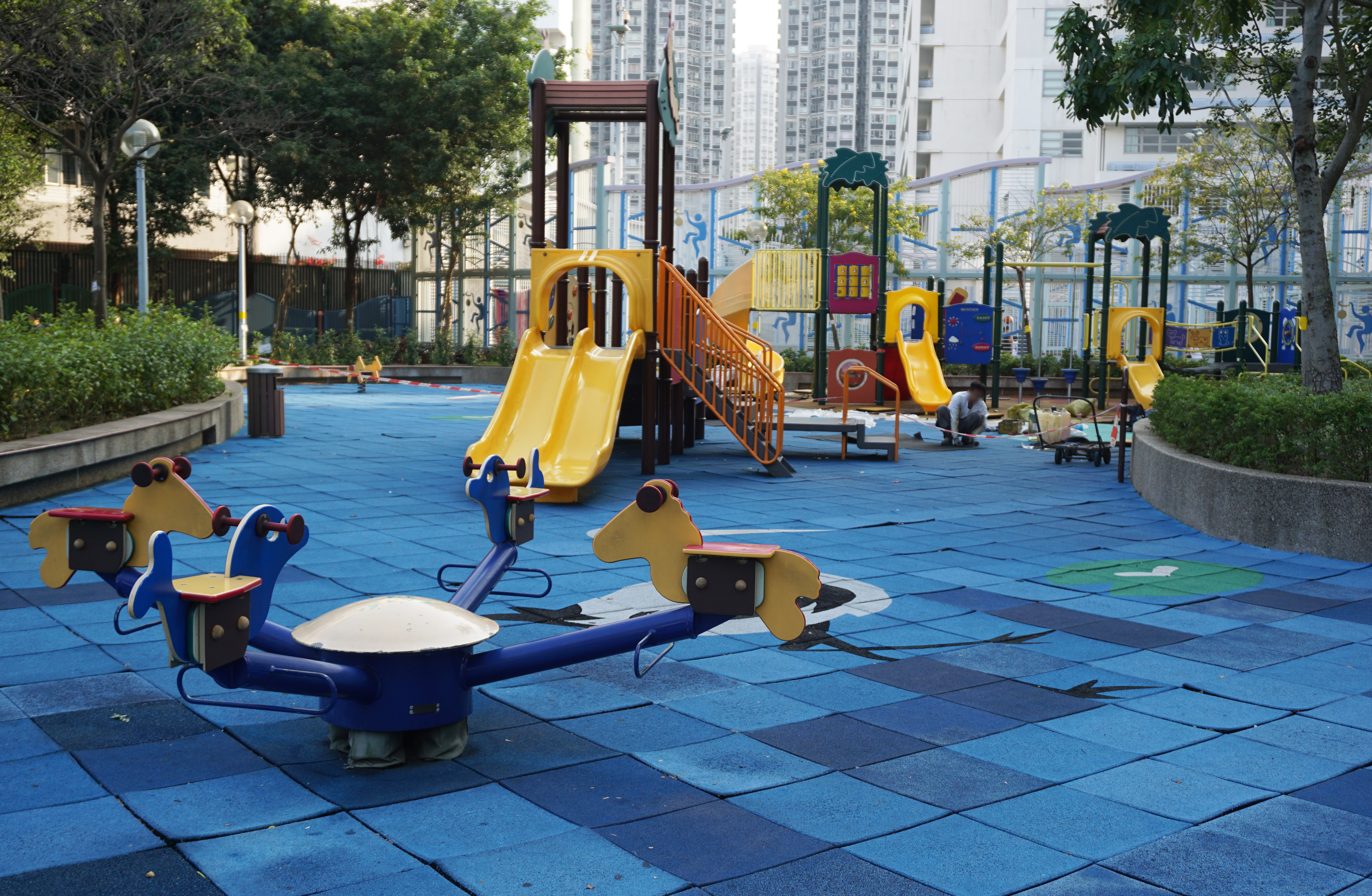
兒童遊樂場
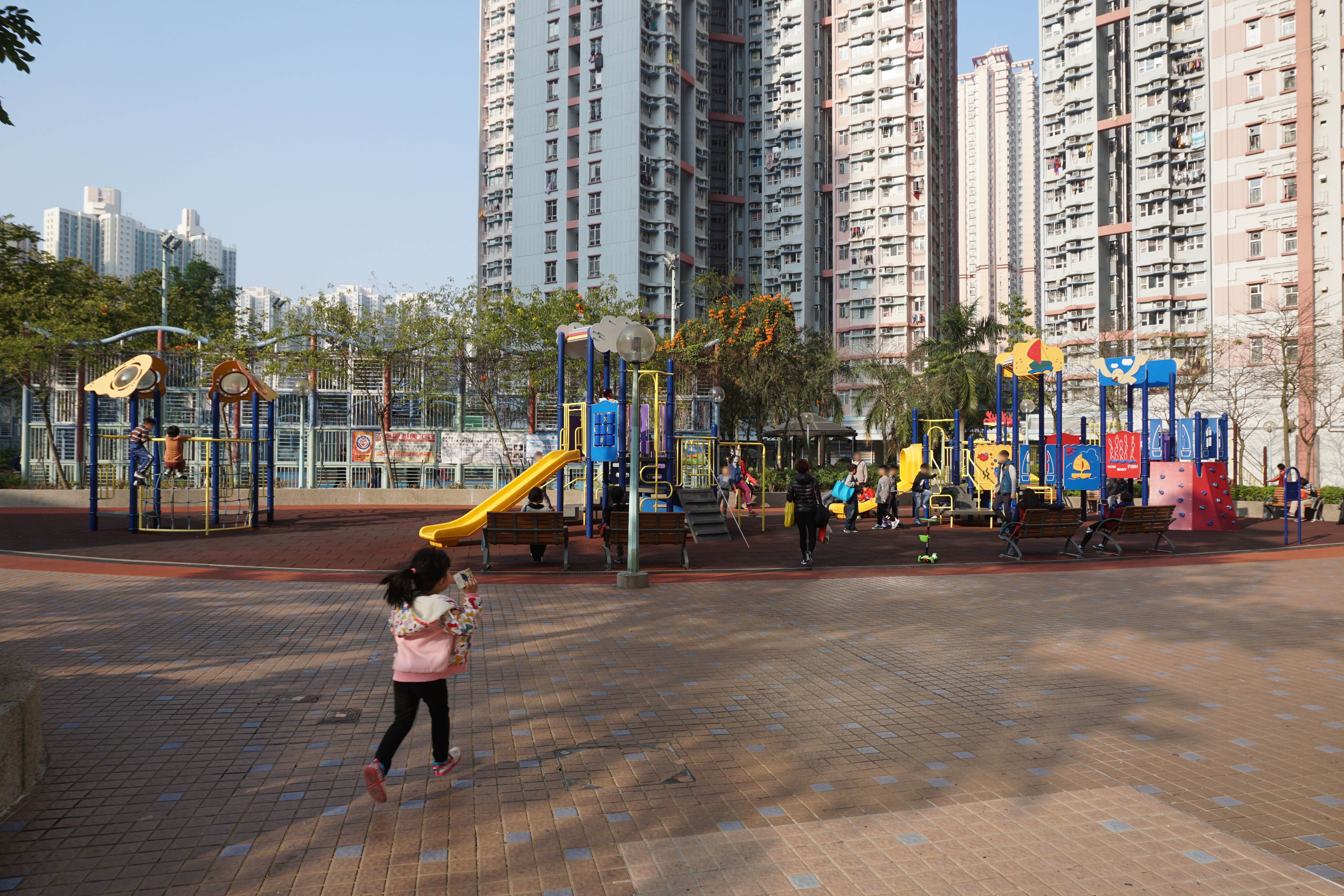
兒童遊樂場（2）
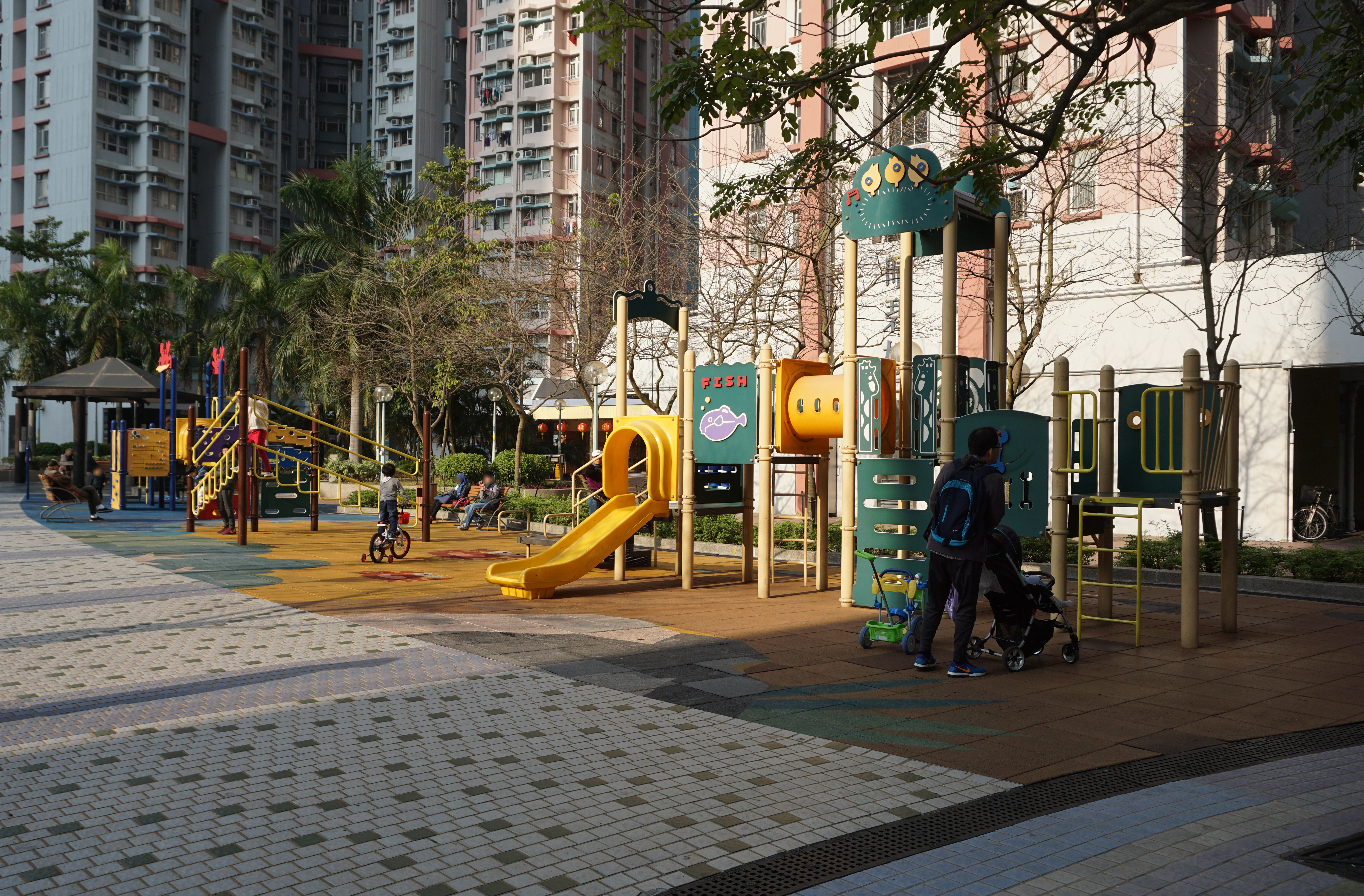
兒童遊樂場（3）
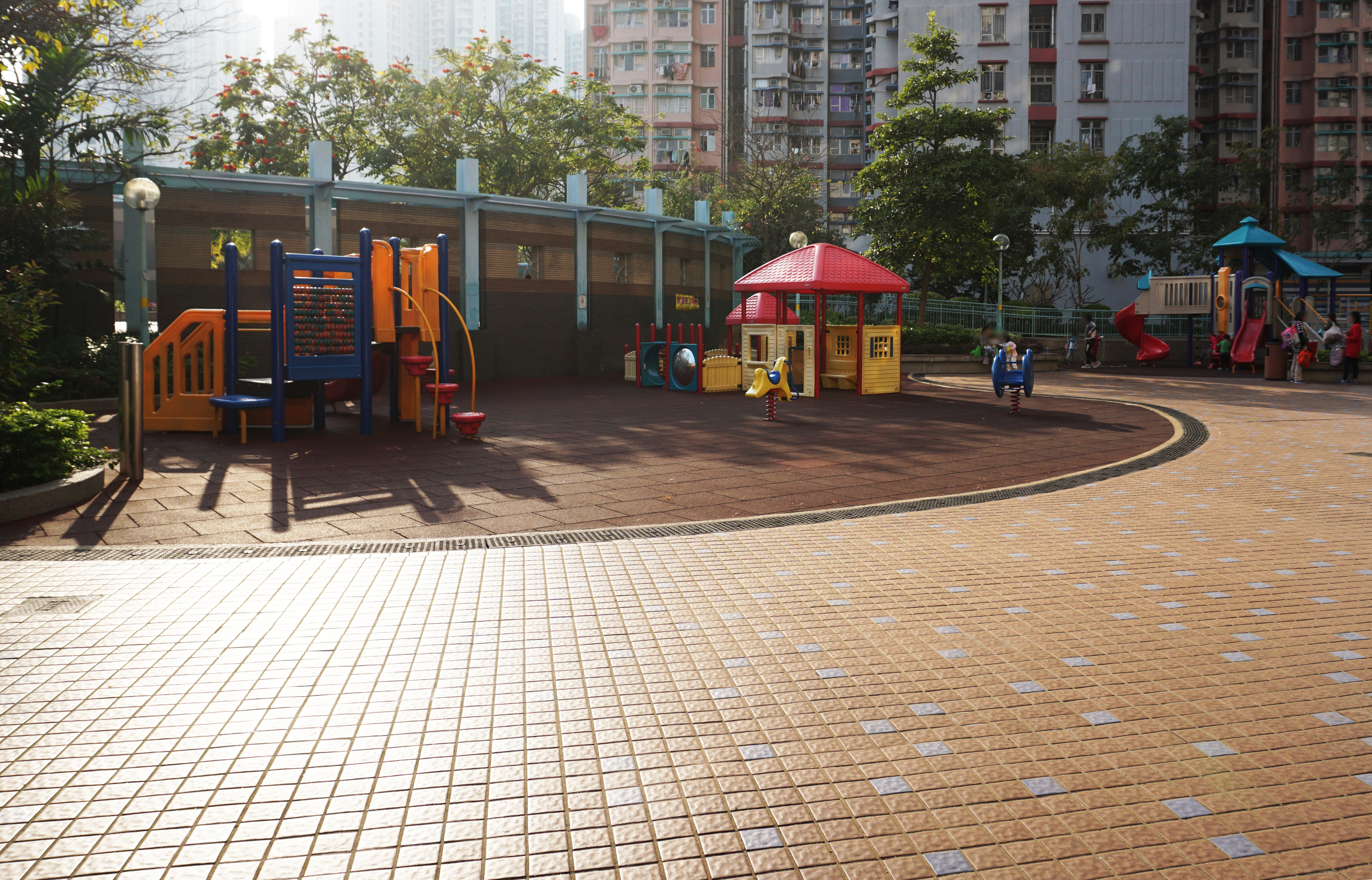
兒童遊樂場（4）
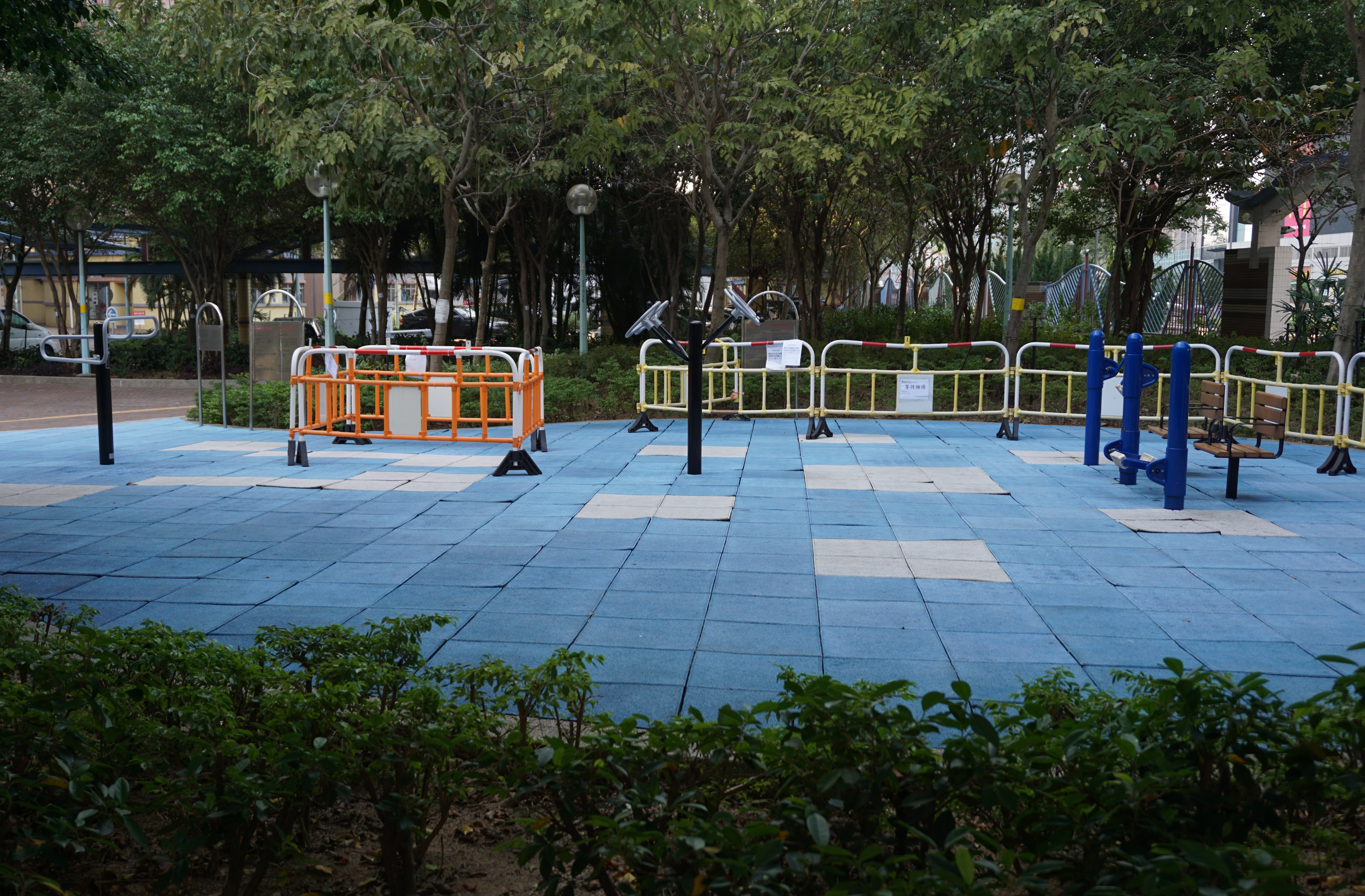
健體區（2）
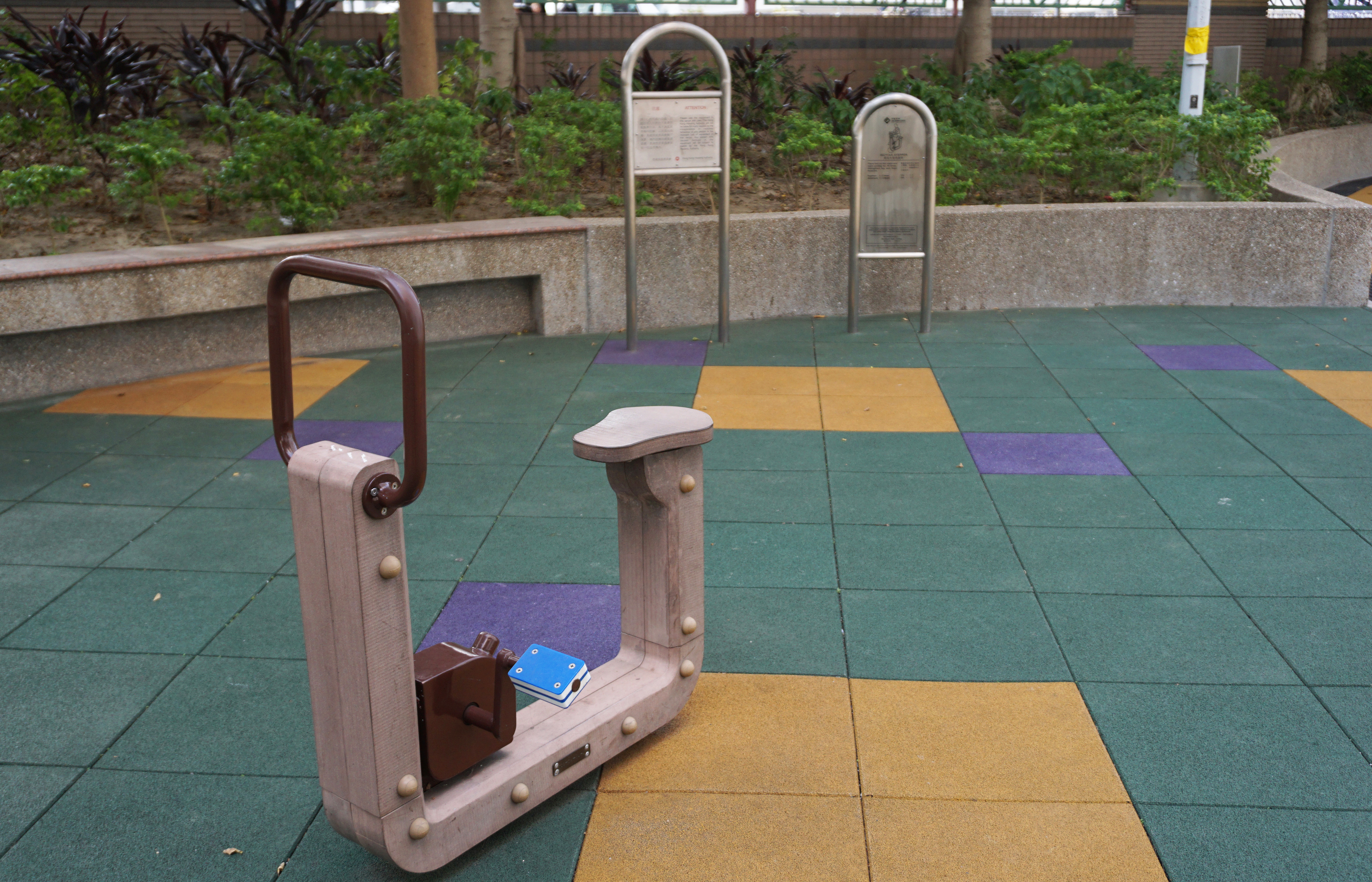
健體區（3）
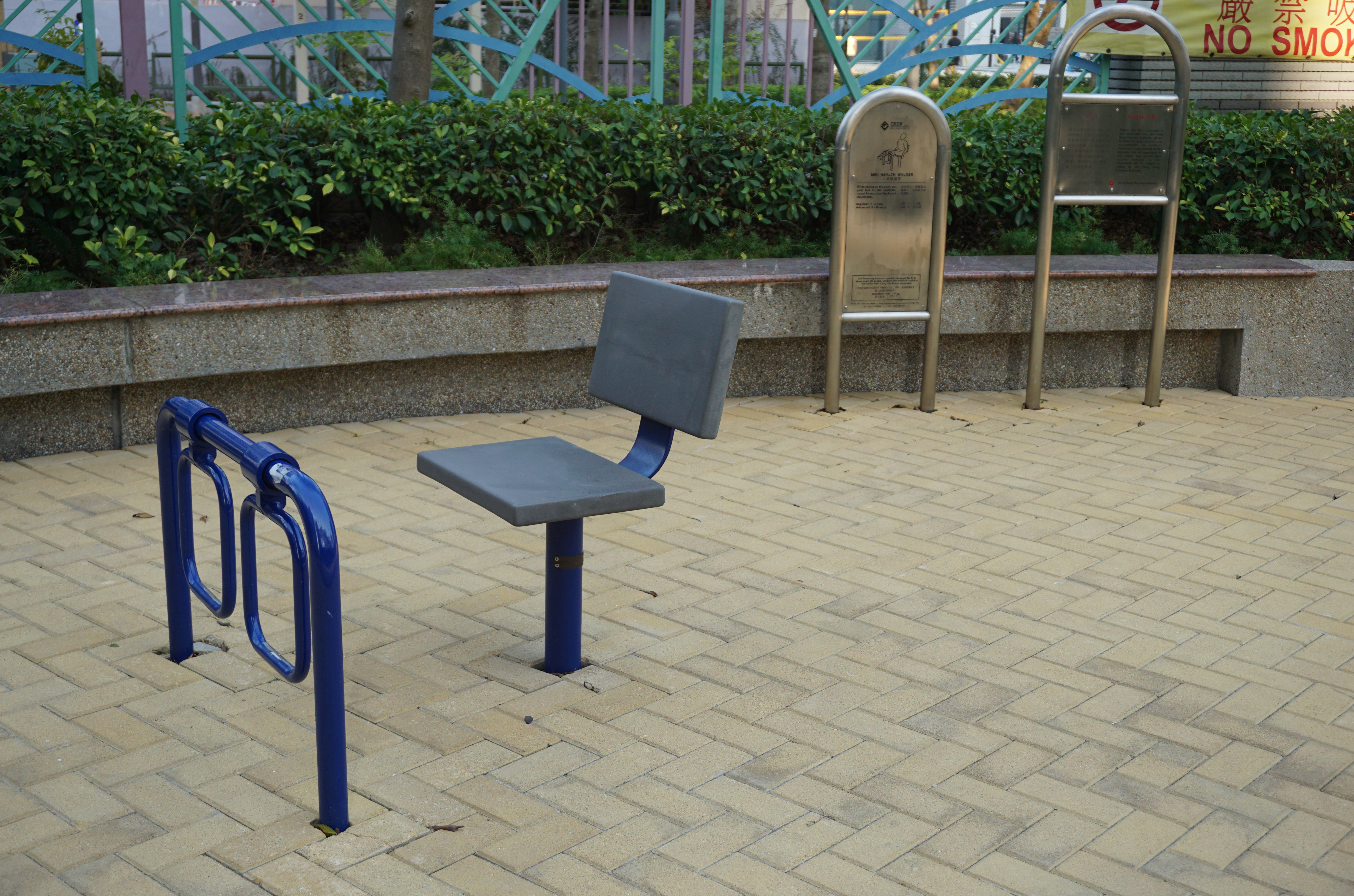
健體區（4）
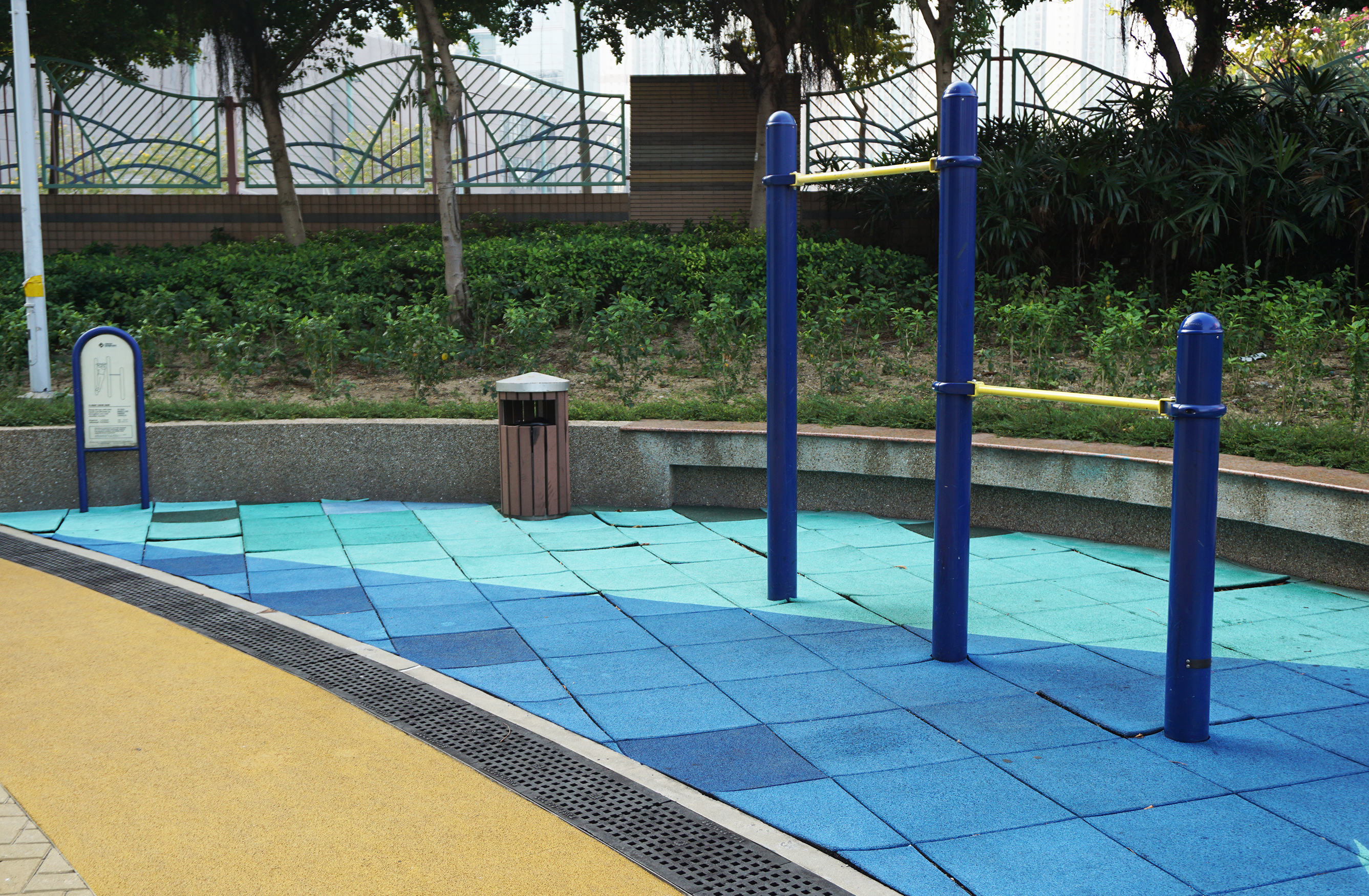
健體區（5）
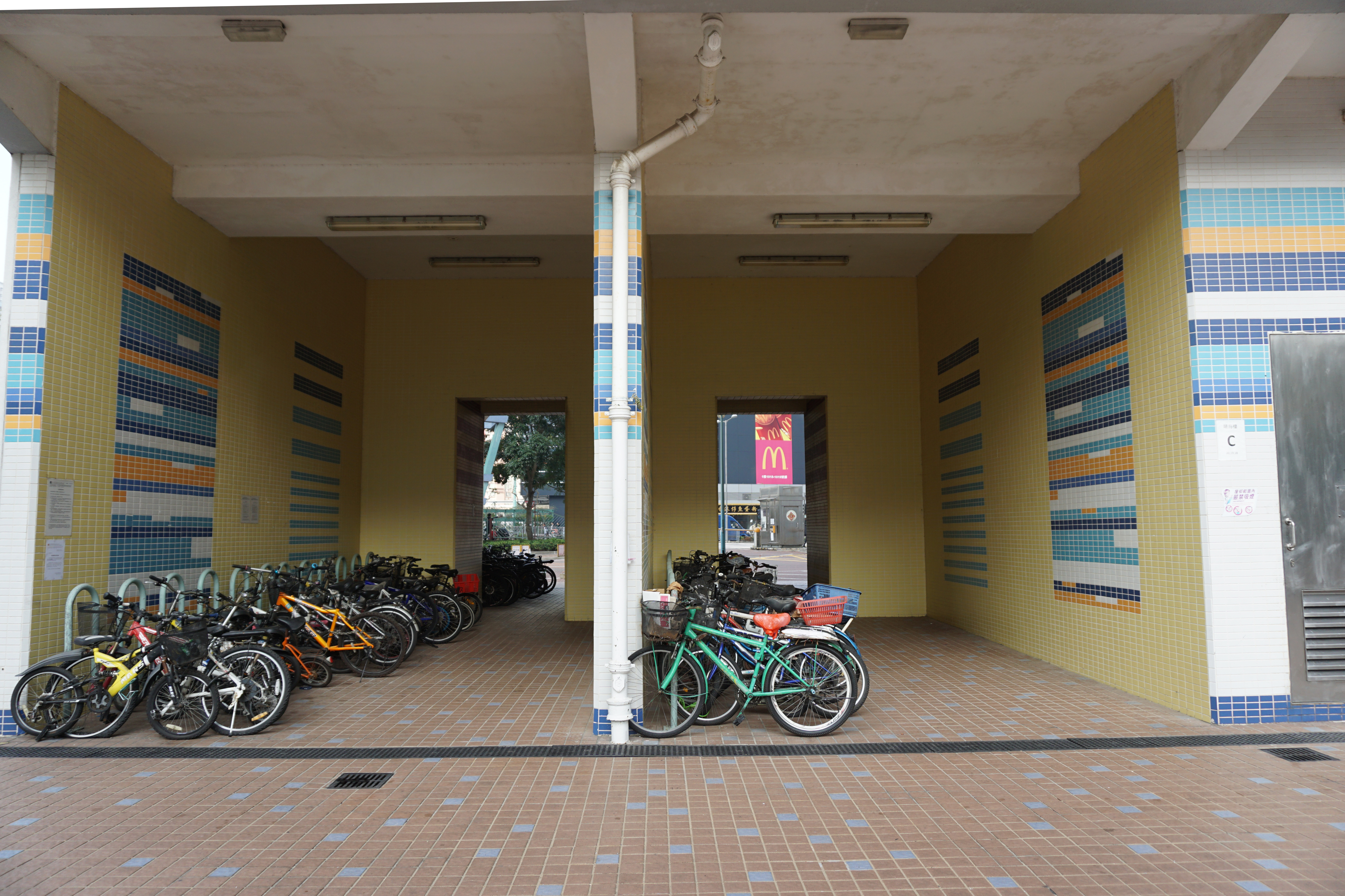
單車停泊區
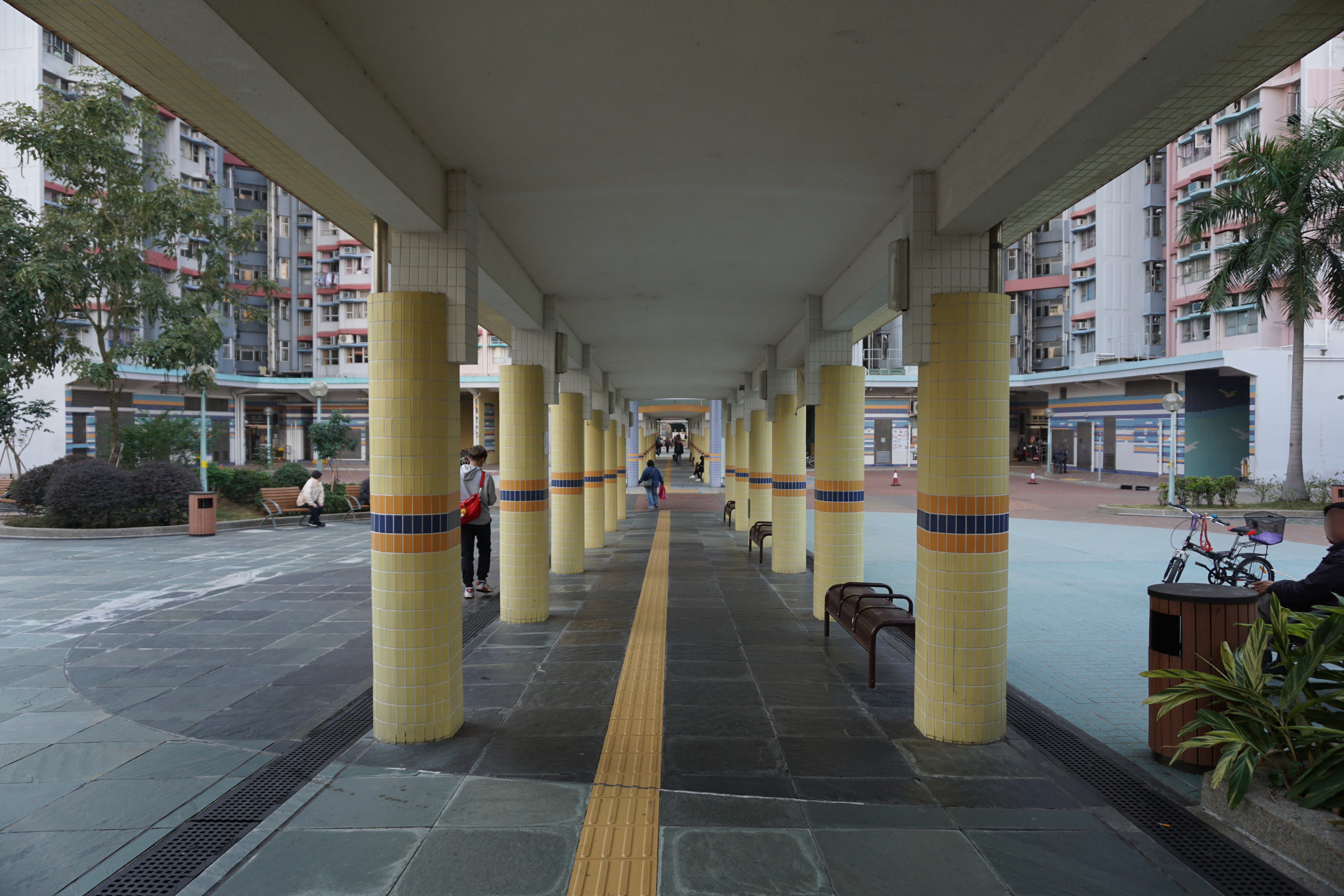
有蓋行人通道

### 興建時期圖片集

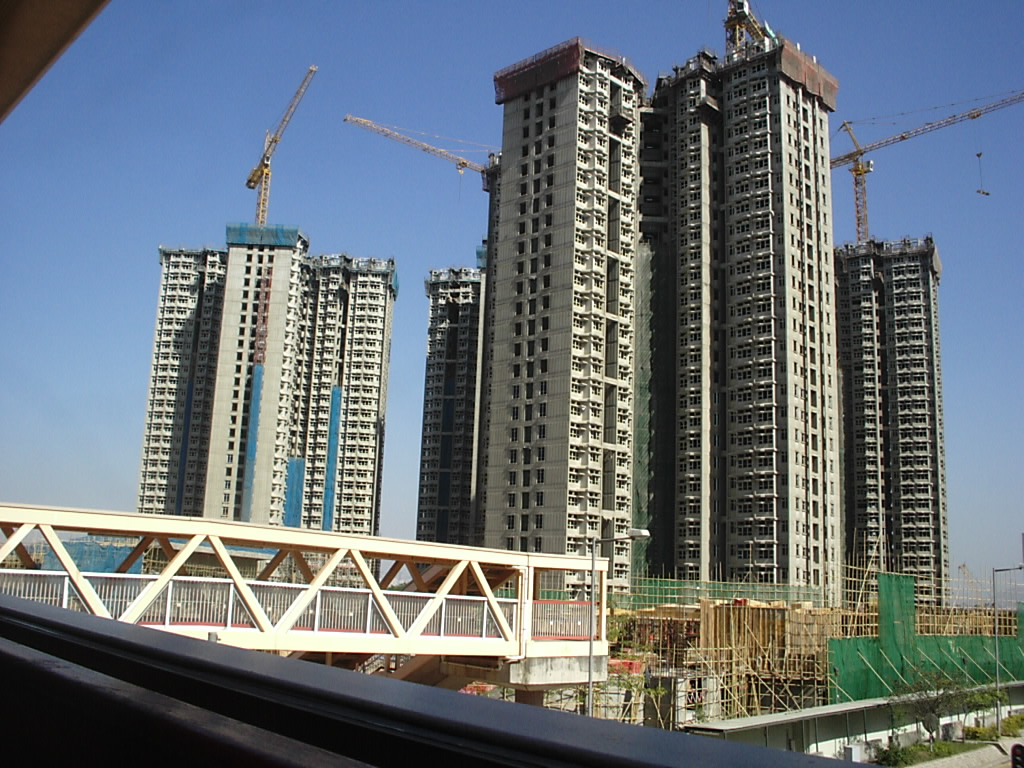
興建中的天晴邨第一、二期（2006年12月）
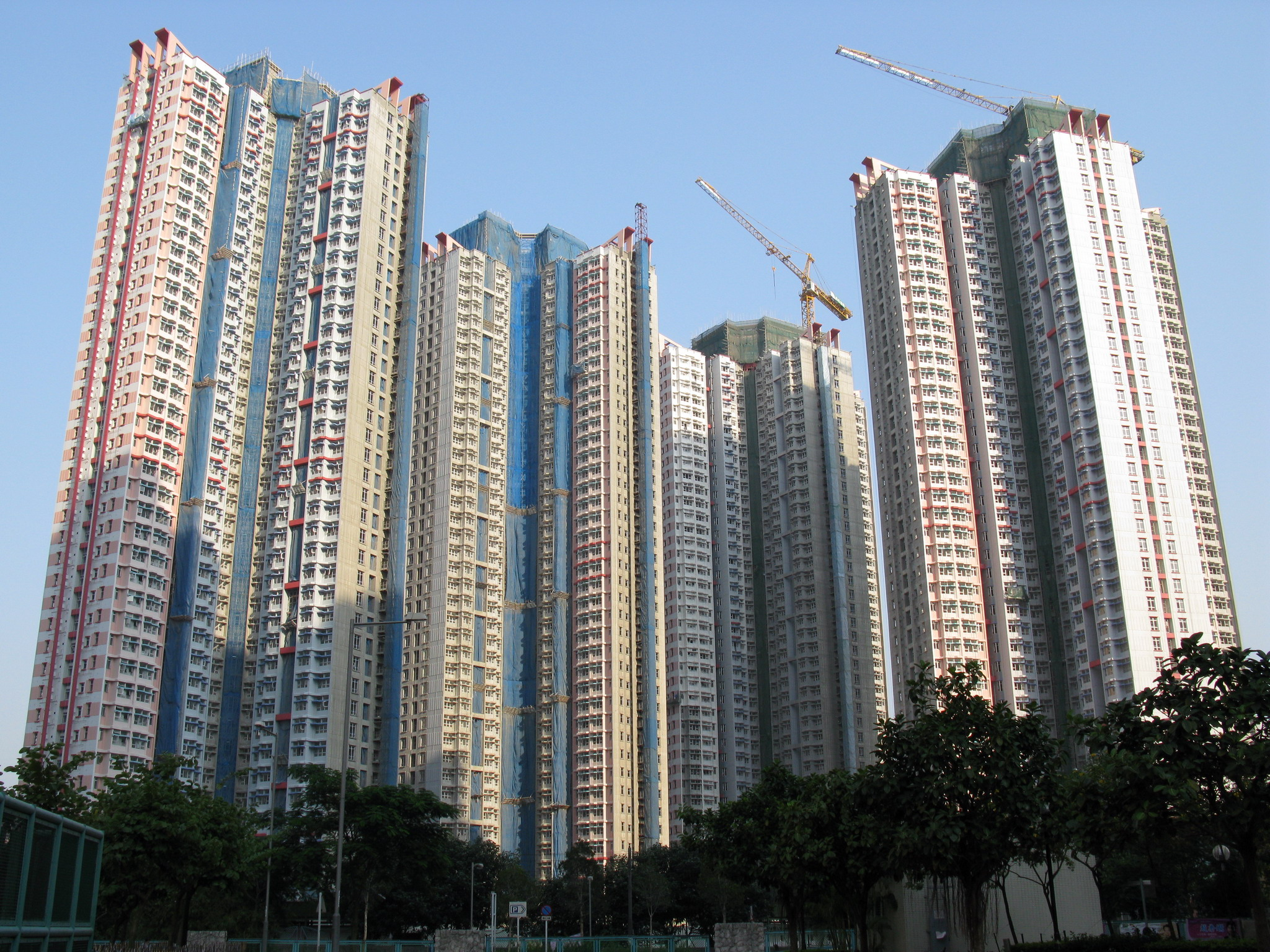
興建中的天晴邨第一、二期（2007年11月）
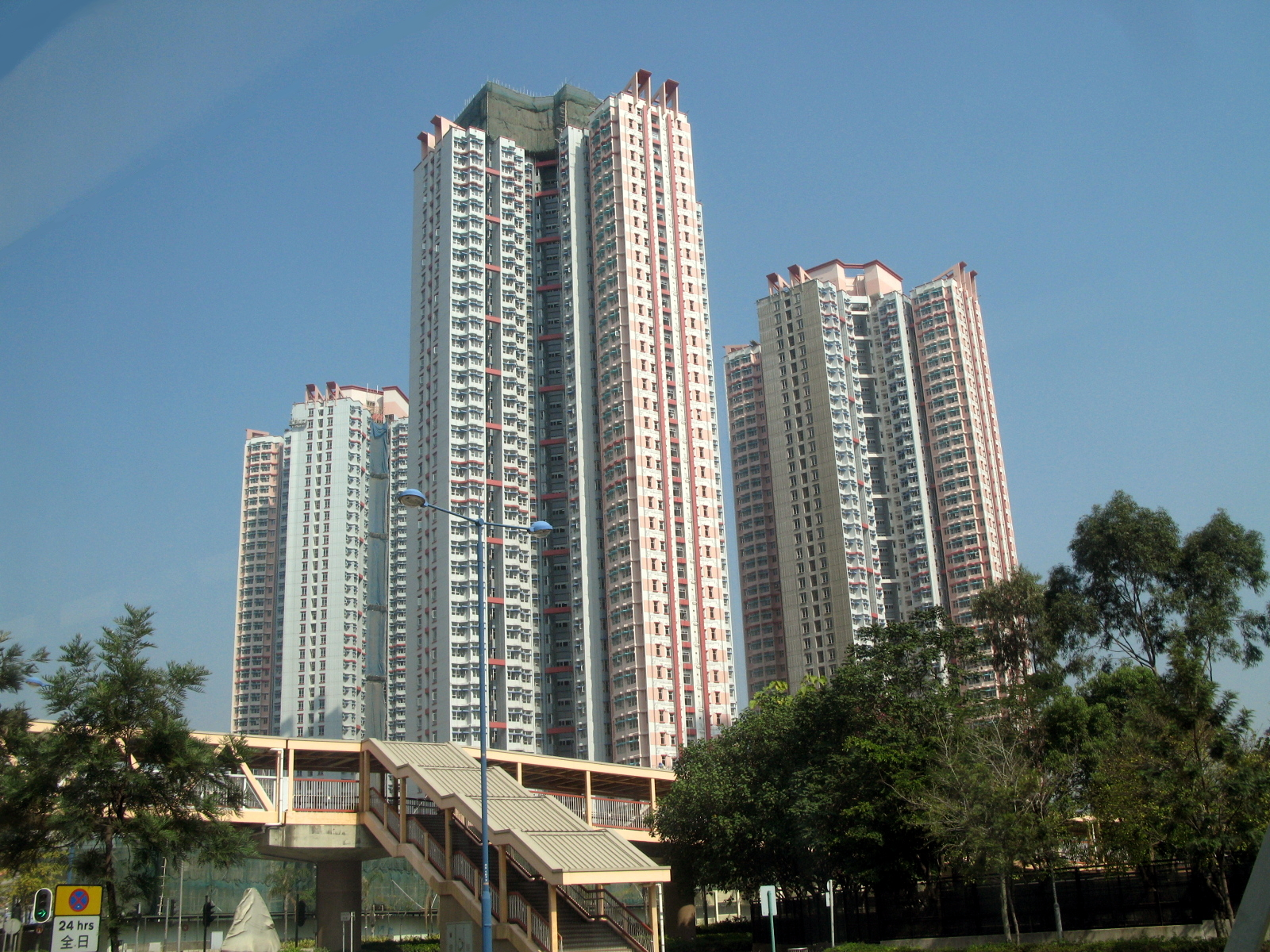
興建中的天晴邨第一、二期（2007年12月）
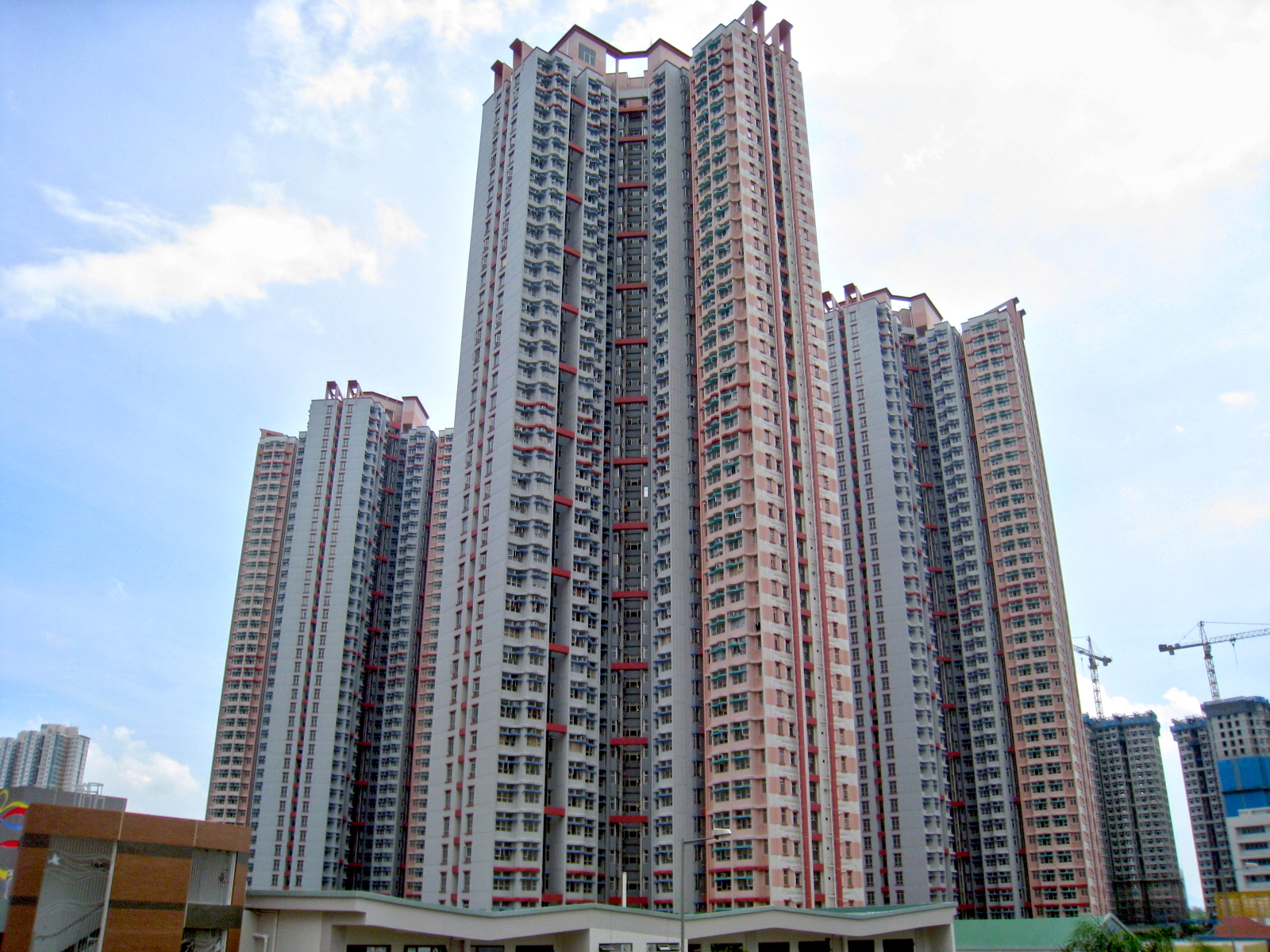
天晴邨（右遠方為建築中的天晴邨第三期）（2008年8月）
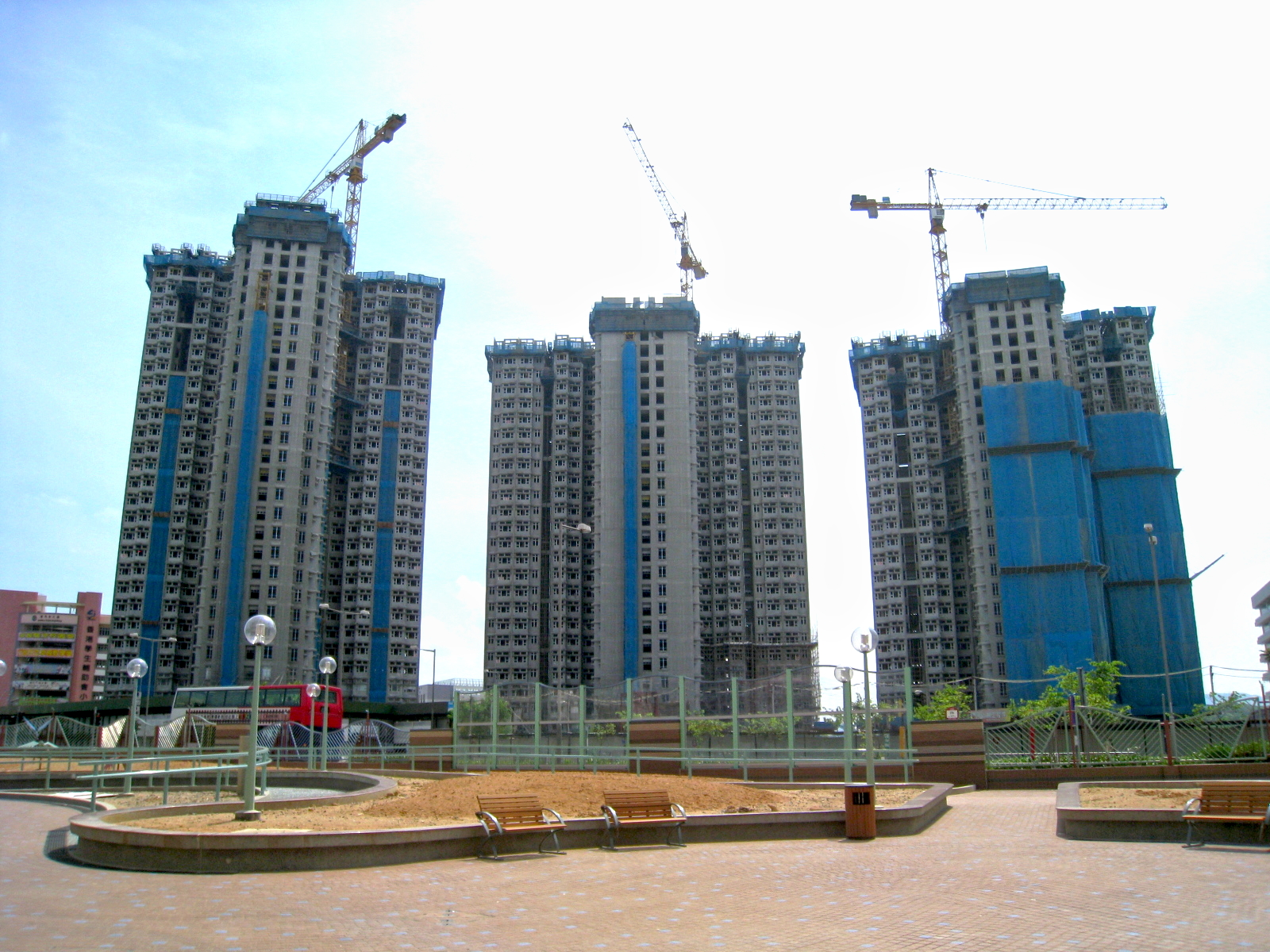
興建中的天晴邨第三期（2008年8月）
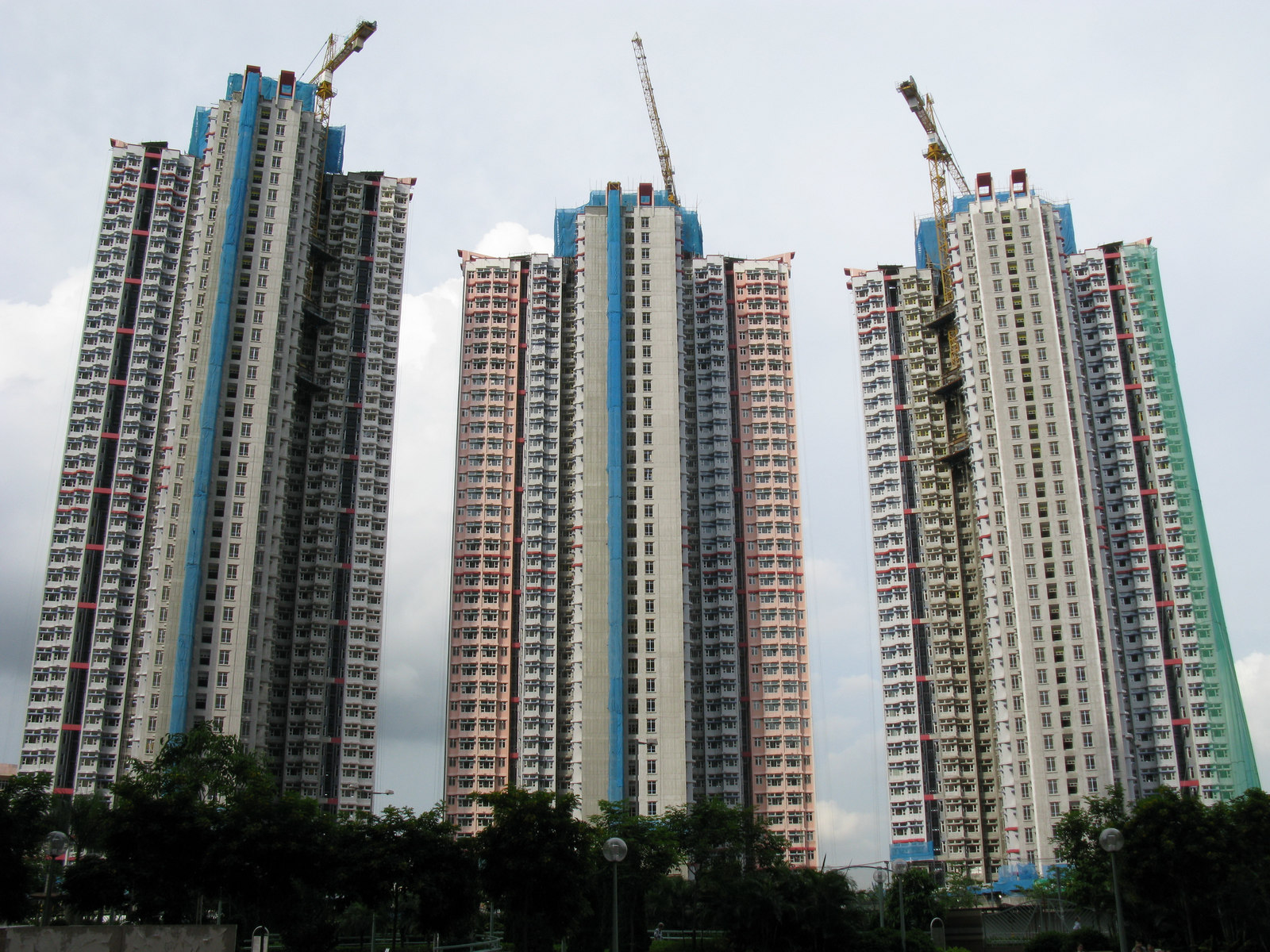
興建中的天晴邨第三期（2009年6月）

## 外部連結
- 房委會天晴邨資料 （页面存档备份，存于）
- 天水圍 天晴邨 第一期屋邨設施 （页面存档备份，存于）
- 天晴邨平面圖 （页面存档备份，存于）
- 天晴邨邨名命名
- 有關天晴社區會堂資料[]
- 有關天晴社區會堂資料音樂會活動[]